# Architettura ottomana
Architettura ottomana o architettura turca è l'architettura dell'Impero ottomano che si sviluppò a Bursa ed Edirne nel XV e XVI secolo. L'architettura dell'impero si sviluppò dalla precedente architettura selgiuchide e venne influenzata da quella persiana, bizantina e islamica di tradizioni mamelucche dopo la conquista di Costantinopoli da parte degli Ottomani. Per quasi 400 anni, l'architettura bizantina, come nella chiesa di Hagia Sophia, servì da modello per la costruzione di molte moschee musulmane. Soprattutto, l'architettura ottomana è stata descritta come una sintesi fra l'architettura del Mediterraneo e del Medio Oriente.
Gli Ottomani raggiunsero elevati livelli di perfezione in architettura. Essi ebbero grande padronanza nella tecnica della costruzione di ampi spazi interni limitati da cupole, apparentemente senza peso, ancorché enormi, e raggiunsero una perfetta armonia tra spazi interni ed esterni, così come nell'articolazione fra luci e ombre. L'architettura religiosa islamica, che fino ad allora era costituita da semplici costruzioni con estese decorazioni, venne trasformata dagli Ottomani attraverso un vocabolario architettonico dinamico di volte, cupole, semi cupole e colonne. La moschea venne trasformata da una sala angusta e buia, con pareti ricoperte di arabeschi in un santuario di equilibrio estetico e tecnico, raffinata eleganza e un pizzico di celeste trascendenza.
Oggi, si trovano resti di architettura ottomana in decadimento, in alcune parti dei suoi ex territori.

## Primi esempi

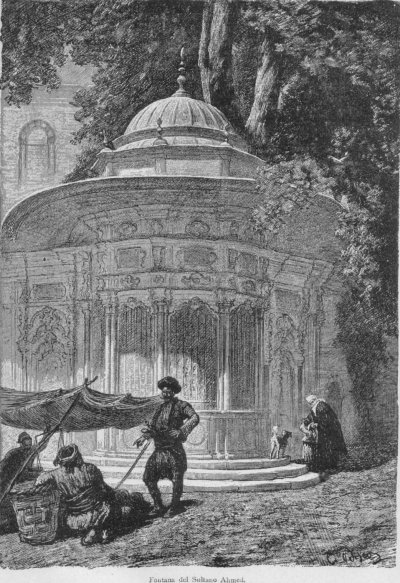
Fontana ad Istanbul, 1878

Nella loro terra d'origine in Asia centrale, i turchi vivevano in iurte sorte di tende adatte alla zona. Queste tende, posteriormente, influenzarono l'architettura e l'arte ornamentale. Quando i selgiuchidi giunsero in Iran, essi incontrarono un'architettura basata sulle antiche tradizioni. Integrati questi elementi nelle loro tradizioni, essi produssero nuovi tipi di strutture, ed in particolare le "madrase" (scuole teologiche musulmane). Le prime madrase - note come Nizāmīyah - vennero costruite nell'XI secolo dal ministro Nizam al-Mulk, all'epoca di Alp Arslan e Malik Shah I. Le più importanti furono le madrase governative di Nishapur, Tus e Baghdad e la Hargerd Medrese a Khorasan. Un'altra area in cui eccelsero fu quella della costruzione di monumenti funebri. Essi possono essere suddivisi in due tipologie: a volta e grandi cupole come mausolei chiamati Türbe.
Il Ribat-e Sharif ed il Ribat-e Anushirvan sono esempi di caravanserraglio del XII secolo che offrivano ricovero ai viaggiatori. Le costruzioni dei selgiuchidi venivano generalmente edificate con mattoni, mentre le pareti interne ed esterne venivano decorate con materiali costituiti da un misto di marmo, terra, calcare e stucco. Negli edifici tipici del Sultanato di Rum, il materiale di costruzione principale era il legno, con assi disposte orizzontalmente tranne porte e finestre, dove erano presenti colonne considerate più decorative.

## Primo periodo ottomano

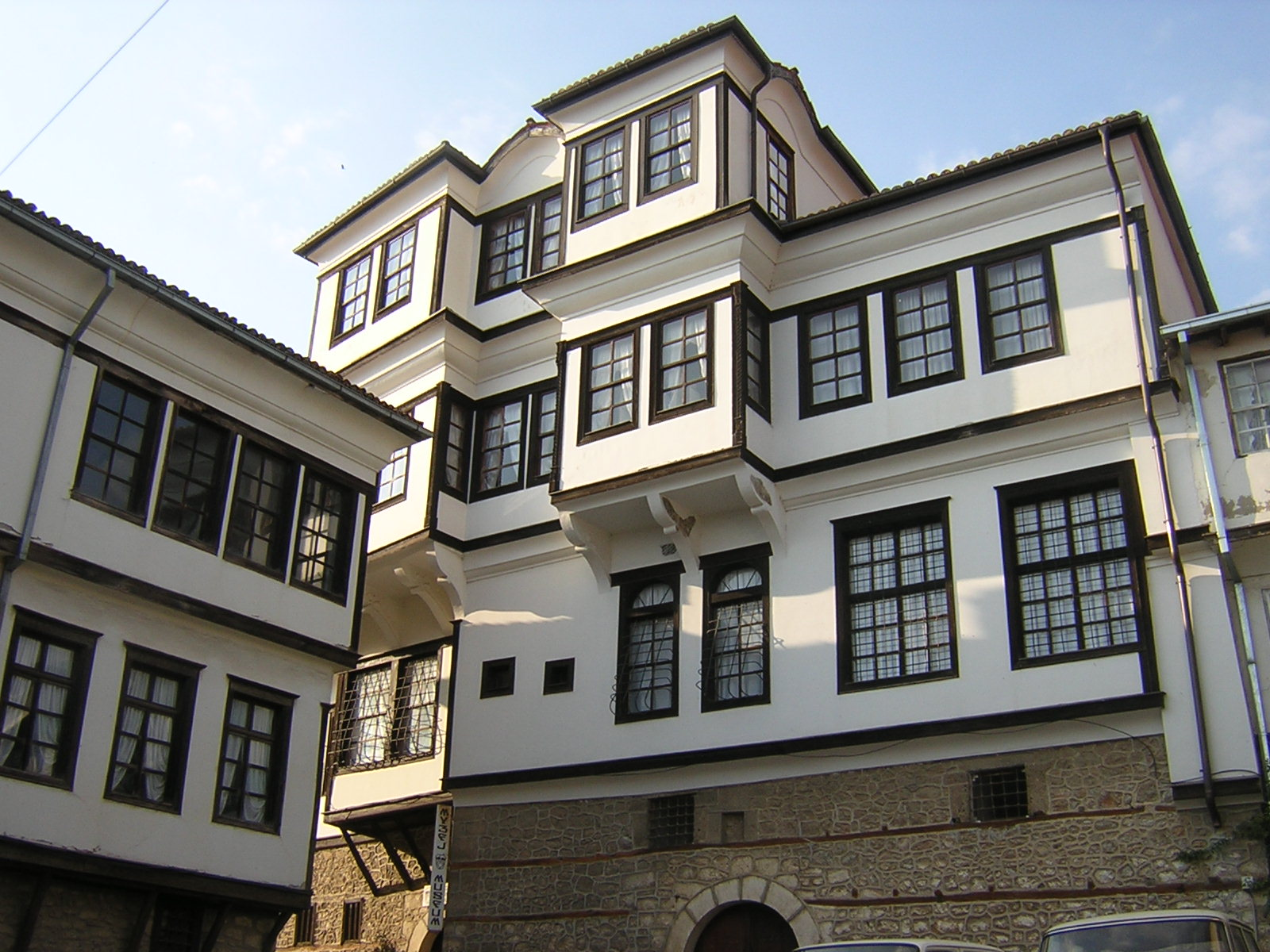
Tradizionale casa ottomano-turca a Ohrid, Macedonia del Nord

Con la costituzione dell'Impero Ottomano, gli anni 1300-1453 costituirono l'inizio del periodo ottomano, quando l'arte ottomana era in cerca di nuove idee. Questo periodo vide affermarsi tre tipi di moschee: moschee a più livelli, a cupola singola e rettangolari. La Moschea di Hacı Özbek (1333) a İznik, primo centro importante di arte ottomana, fu il primo esempio di moschea ottomana a cupola unica.

## Periodo di Bursa (1299-1437)
Lo stile architettonico a cupola si evolvette da Bursa ed Edirne. La Grande moschea di Bursa è stata la prima moschea selgiuchide ad essere convertita a cupola unica. Edirne è stata l'ultima capitale ottomana prima Istanbul, ed è qui che possiamo vedere le fasi finali dello sviluppo architettonico che culminò con la costruzione delle grandi moschee di Istanbul. Gli edifici costruiti a Istanbul nel periodo compreso tra la conquista della città e la costruzione della Moschea di Bayezid II di Istanbul sono considerati opere del primo periodo. Tra questi sono la Moschea Fatih (1470), Moschea Mahmutpaşa, il palazzo in cotto ed il Topkapi. Gli Ottomani integrarono le moschee nella comunità e vi aggiunsero mense, scuole teologiche, ospedali, bagni turchi e tombe.

## Periodo classico (1437-1703)

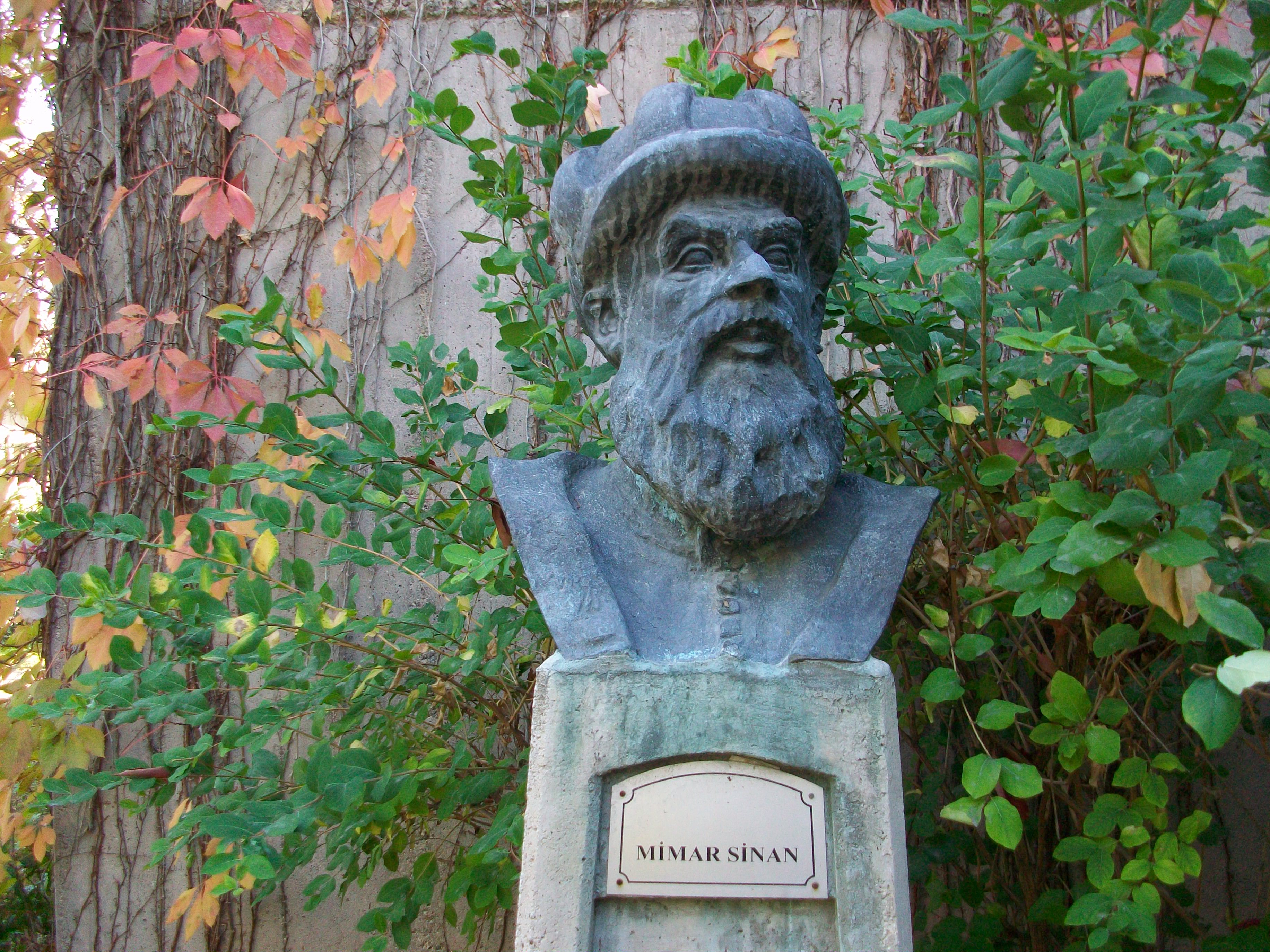
Mimar Sinan.

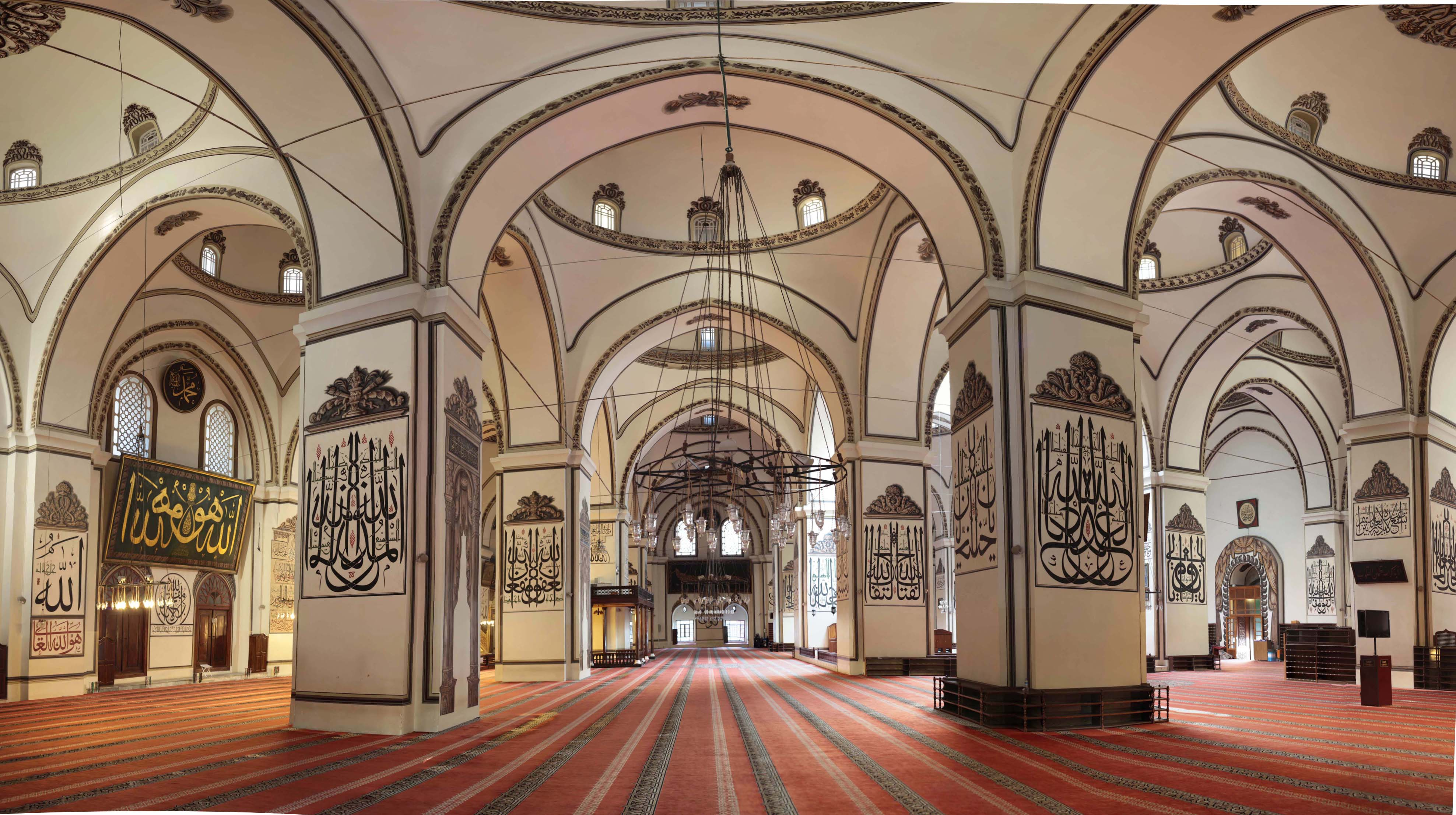
rightL'interno a più cupole della Grande Moschea di Bursa (1396-1400).

Durante il periodo classico le moschee a piani cambiarono inserendo cortili interni ed esterni. Il cortile interno e la moschea erano inseparabili. L'architetto maestro del periodo classico, Mimar Sinan, nacque nel 1492 a Kayseri e morì a Istanbul nell'anno 1588. Sinan diede inizio ad una nuova era nel mondo dell'architettura, con la creazione di 334 edifici in diverse città. La prima opera importante di Mimar Sinan fu la Moschea Sehzade completata nel 1548. Il suo secondo lavoro significativo fu la Moschea di Solimano e il complesso circostante, costruito per Solimano il Magnifico. La Moschea Selimiye di Edirne venne costruita durante gli anni 1568-1574, quando Sinan aveva raggiunto la sua perfezione di architetto. La Moschea di Rustem Pasha, la Moschea di Mihrimah, la Moschea di Ibrahim Pasha, la Moschea Sehzade, la Moschea di Solimano, le türbe (mausolei) di Roxelana e Selim II, sono tra le più celebri opere di Sinan. Lo stile più utilizzato nel periodo più classico venne influenzato dall'architettura bizantina dei vicini Balcani e da lì, elementi etnici vennero aggiunti per la creazione di un diverso stile architettonico.
Gli architetti ottomani del XVI secolo posero le basi per le successive strutture. Edifici come la Moschea Blu erano mere imitazioni della cianografia di Sinan. Durante il XVIII, XIX e XX secolo, l'architettura ottomana venne influenzata dagli stili europei. Il primo esempio di architettura barocca apparve nel XVIII secolo, in edifici come l'Harem del Topkapi, il Palazzo di Aynalikavak e la Moschea Nuruosmaniye, quest'ultima dotata di una fontana barocca. Numerosi edifici sono stati realizzati nel XIX secolo con un miscuglio di stili europei come il barocco, il Rococò ed il Neoclassicismo. Fra essi il Palazzo di Dolmabahçe, Palazzo di Beylerbeyi, Palazzo Küçüksu, Moschea di Dolmabahçe e Moschea Ortaköy. Alcune moschee vennero disegnate con un adattamento del Neogotico, come ad esempio la Moschea Pertevniyal Valide Sultan nel quartiere Aksaray e la Moschea Yıldız Hamidiye a Beşiktaş, in prossimità del Palazzo di Yıldız e del Boulevard Barbaros. 
Esempi di architettura ottomana del periodo classico, fuori dalla Turchia, si trovano nei Balcani, in Ungheria, Egitto, Tunisia e Algeria, in moschee, ponti, fontane e scuole.

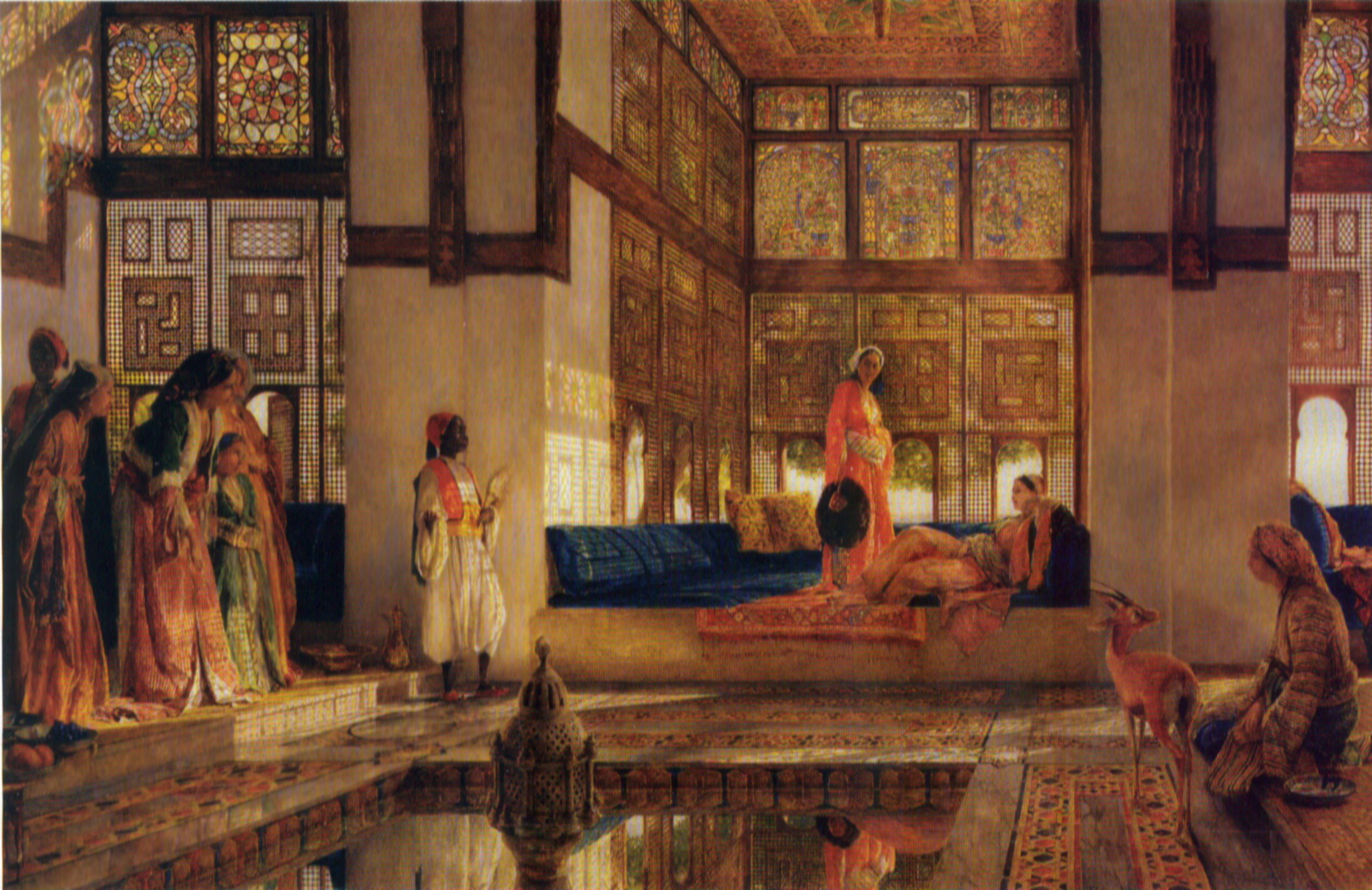
L'interno di una casa tradizionale turca, dipinto del pittore John Frederick Lewis, 1805-1875

## Periodo dei tulipani (1703-1757)
All'inizio di questo periodo, la classe superiore e le élite dell'impero ottomano iniziarono ad utilizzare le aree aperte e pubbliche di frequente. Il tradizionale modo introverso della società cominciò a cambiare. Fontane e residenze in riva al Bosforo come Aynalıkavak Kasri divennero popolari. Un canale d'acqua e un'area pic-nic (Kağıthane) vennero istituiti come area ricreativa. Anche se l'età dei tulipani si concluse con la rivolta di Patrona Halil, divenne un modello di occidentalizzazione. Nel corso degli anni 1720-1890, l'architettura ottomana deviò dai principi del classicismo. Con la morte di Ahmed III salì al trono Mahmud I (1730-1754). Ed è durante questo periodo che le moschee in stile barocco cominciarono ad essere costruite.

## Periodo barocco (1757-1808)

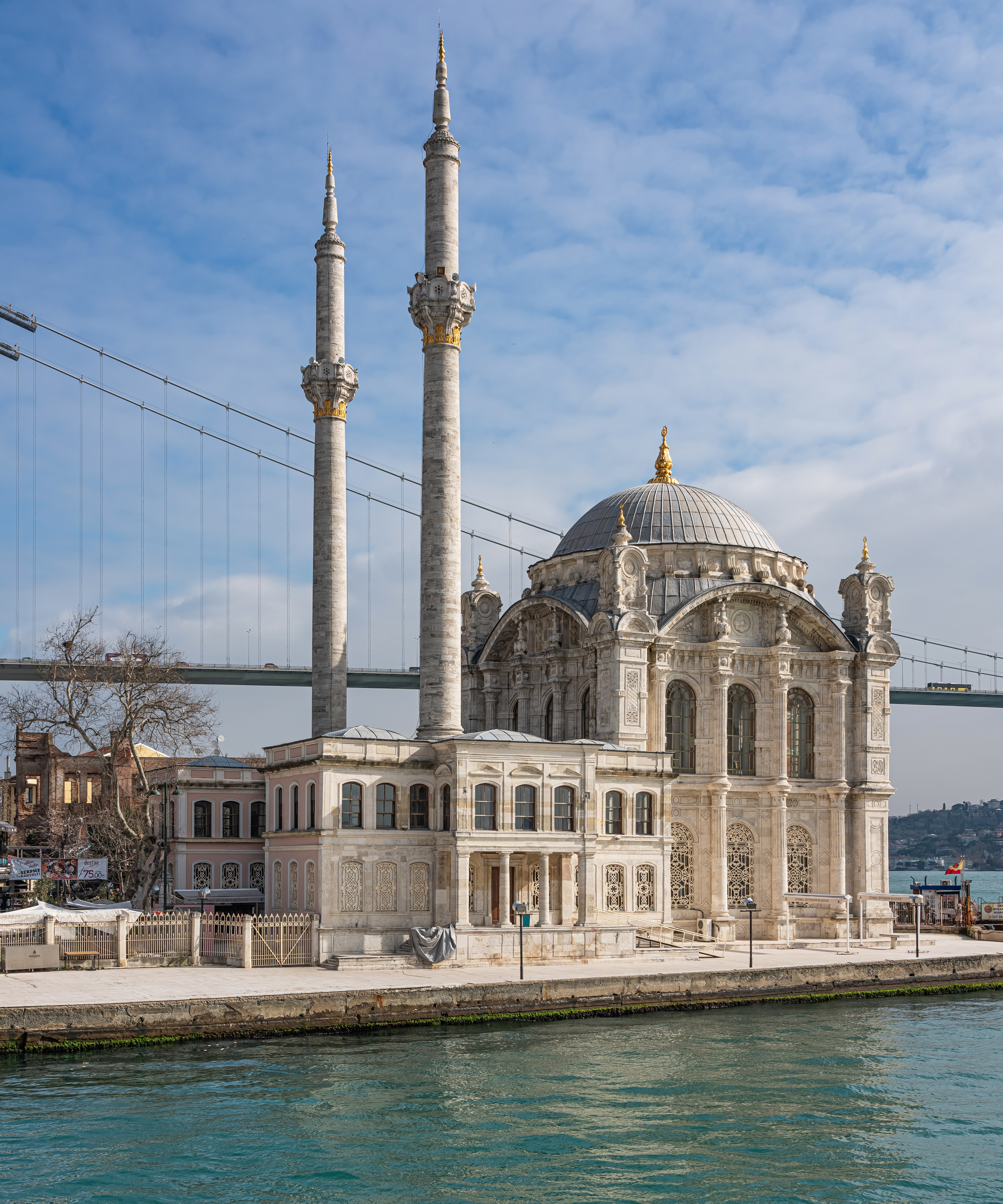
Moschea di Ortaköy

Durante gli anni Quaranta del Settecento un nuovo stile "barocco" ottomano o turco emerse nella sua piena espressione e sostituì rapidamente lo stile del periodo dei tulipani. Questo cambiamento segnò la fine definitiva dello stile classico. Le condizioni politiche e culturali che portarono al barocco ottomano affondano le loro origini in parte nel periodo dei tulipani, quando la classe dirigente ottomana si aprì all'influenza del mondo occidentale. Dopo il periodo dei tulipani, lo stile ottomano imitava apertamente l'architettura europea, tanto che le tendenze architettoniche e decorative in Europa si riflettevano spesso nell'Impero Ottomano contemporaneamente o dopo un breve ritardo. I cambiamenti erano particolarmente evidenti nelle decorazioni e nei dettagli dei nuovi edifici piuttosto che nelle loro forme complessive, sebbene alla fine furono introdotte anche nuove tipologie edilizie derivanti da influenze europee. Il termine "Rococò turco", o semplicemente "Rococò", viene utilizzato anche per descrivere il barocco ottomano, o parti di esso, a causa delle somiglianze e delle influenze provenienti in particolare dallo stile rococò francese, ma questa terminologia varia da autore ad autore.

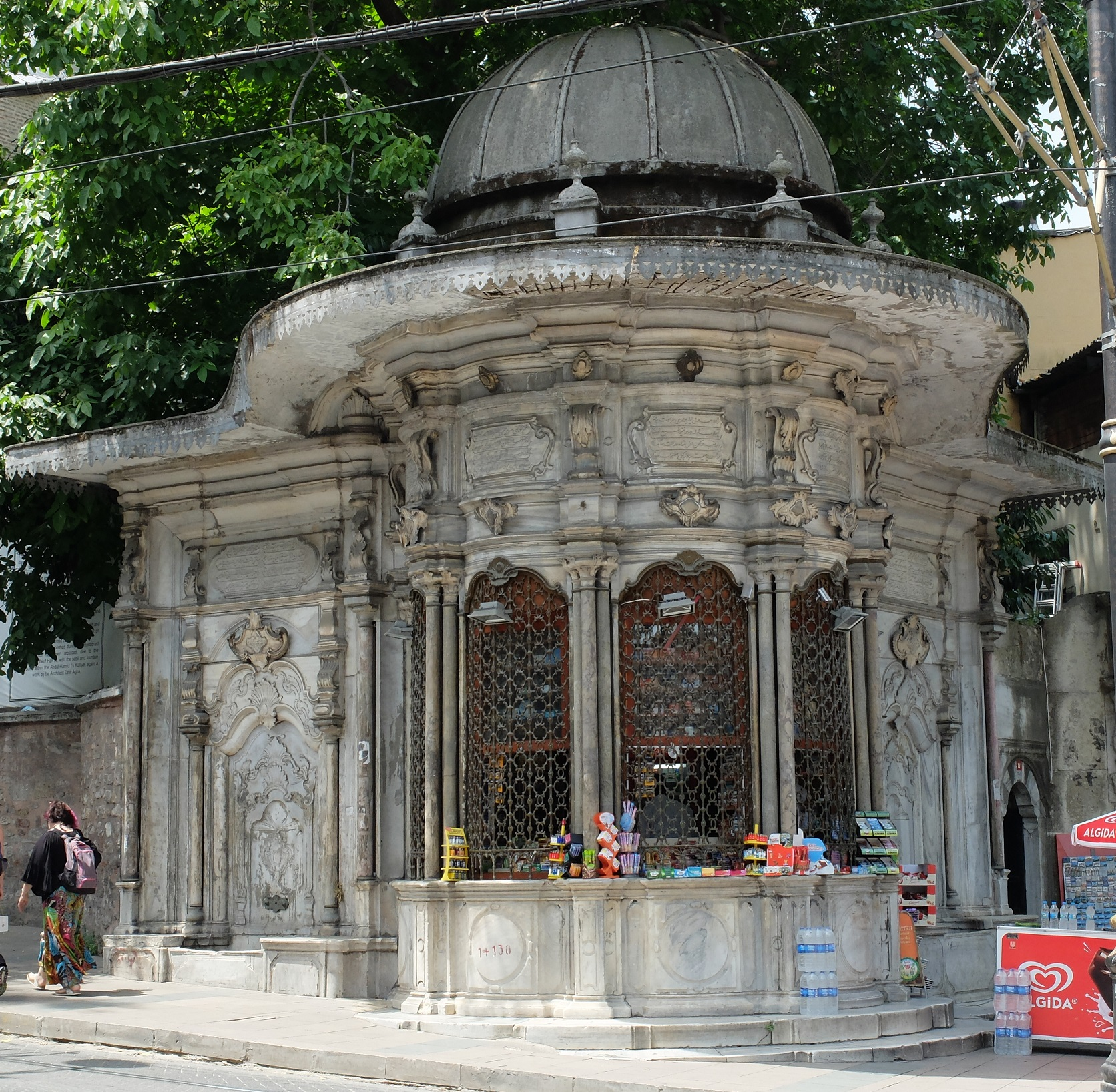
Sebil di Abdulhamid I, Istanbul (circa 1780)

Le prime strutture a mostrare il nuovo stile barocco sono diverse fontane e sebil costruiti da mecenati d'élite a Istanbul nel 1741-1742. Il monumento più importante che annuncia il nuovo stile barocco ottomano è il complesso della Moschea Nuruosmaniye, iniziato da Mahmud I nell'ottobre del 1748 e completato dal suo successore, Osman III (a cui è dedicato), nel dicembre del 1755. Doğan Kuban lo descrive come "la più importante costruzione monumentale dopo la Moschea Selimiye di Edirne", segnando l'integrazione della cultura europea nell'architettura ottomana e il rifiuto del classicismo ottomano. Segnò anche la prima volta dalla Moschea del Sultano Ahmed I (inizio del XVII secolo) che un sultano ottomano costruì il proprio complesso islamico imperiale a Istanbul, inaugurando così il ritorno di questa tradizione.
La Moschea Ayazma di Üsküdar fu costruita tra il 1757-58 e il 1760-61. Si tratta essenzialmente di una versione più piccola della Moschea Nuruosmaniye, a dimostrazione dell'importanza di quest'ultima come nuovo modello da emulare. Sebbene più piccola, è relativamente alta per le sue proporzioni, il che ne accresce il senso di altezza. Questa tendenza verso l'altezza fu perseguita nelle moschee successive.

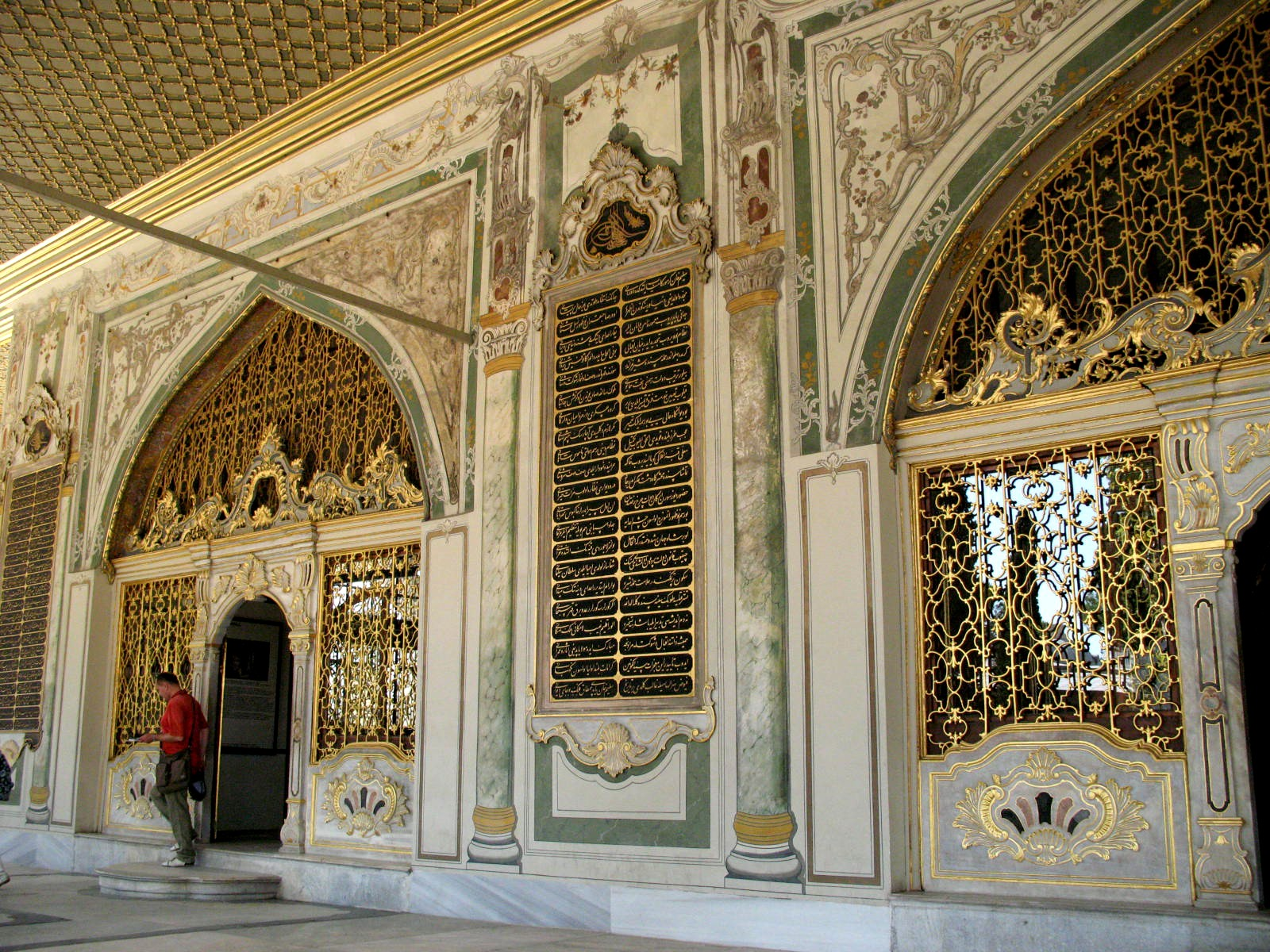
Decorazione barocca all'esterno della Sala del Consiglio Imperiale (Divan) nel Palazzo Topkapi

Nel Palazzo Topkapi, i sultani ottomani e le loro famiglie continuarono a costruire nuove stanze o a ristrutturare quelle vecchie per tutto il XVIII secolo, introducendo decorazioni barocche e rococò. Alcuni esempi includono la sezione dei Bagni dell'Harem, probabilmente ristrutturata da Mahmud I intorno al 1744, Come nei secoli precedenti, altri palazzi furono costruiti nei dintorni di Istanbul dal sultano e dalla sua famiglia. In precedenza, la configurazione tradizionale dei palazzi ottomani era costituita da diversi edifici o padiglioni disposti in gruppo, come nel caso del Palazzo Topkapi, del Palazzo di Edirne e di altri. Tuttavia, nel corso del XVIII secolo si verificò una transizione verso palazzi costituiti da un unico blocco o da un unico grande edificio.

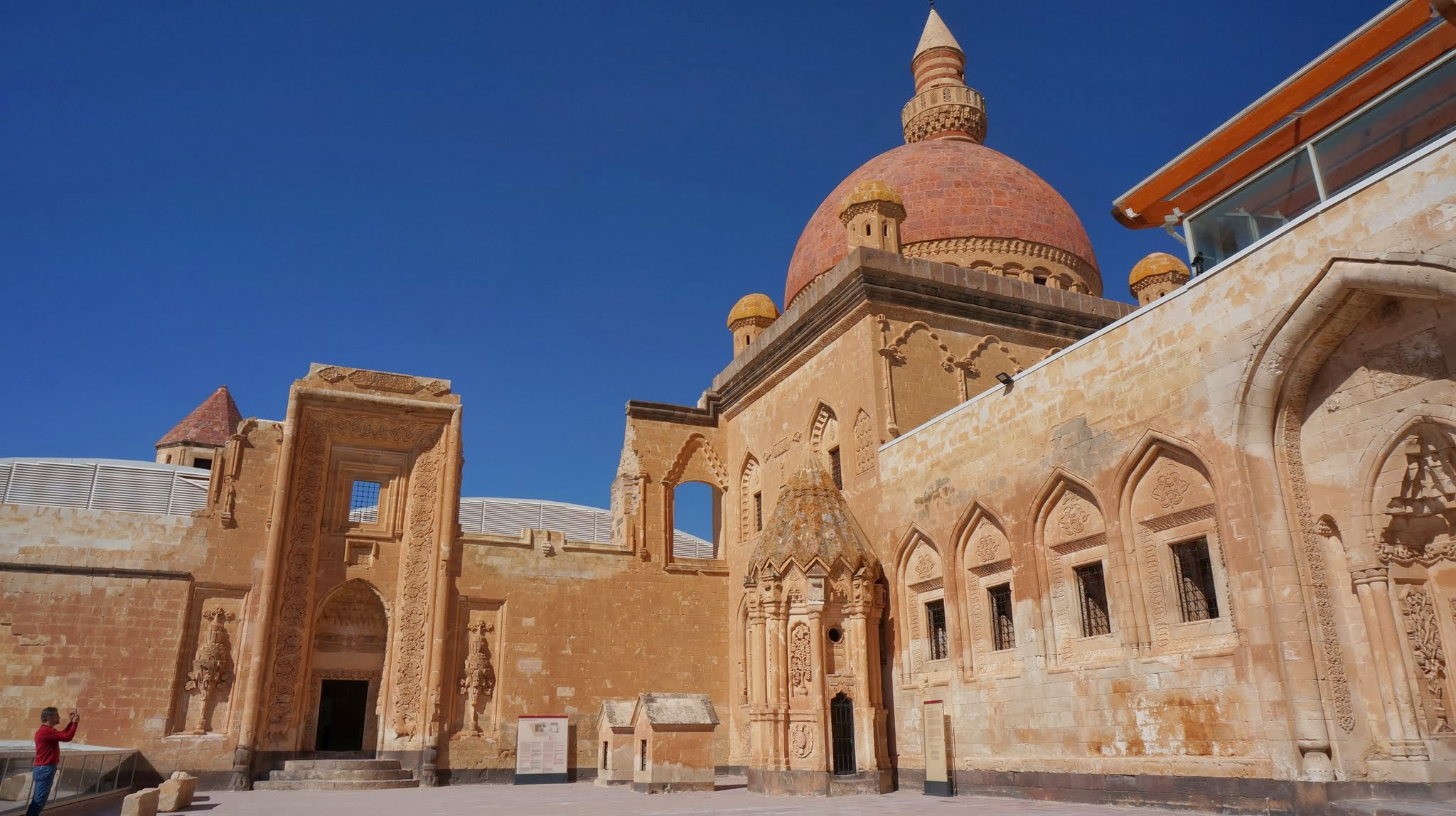
Palazzo Ishak Pascià, vicino all'odierna Doğubayazıt (completato intorno al 1784)

Oltre Istanbul, i palazzi più grandi furono costruiti da potenti famiglie locali, ma spesso erano costruiti in stili regionali che non seguivano le tendenze della capitale ottomana. Il Palazzo Azm a Damasco, ad esempio, fu costruito intorno al 1750 in uno stile prevalentemente damaschino. Nell'Anatolia orientale, nei pressi dell'odierna Doğubayazıt, il Palazzo Ishak Pasha è un'eccezionale e sfarzosa opera architettonica che fonde varie tradizioni locali, tra cui quella turca selgiuchide, armena e georgiana. La sua costruzione fu iniziata nel XVII secolo e generalmente completata entro il 1784.

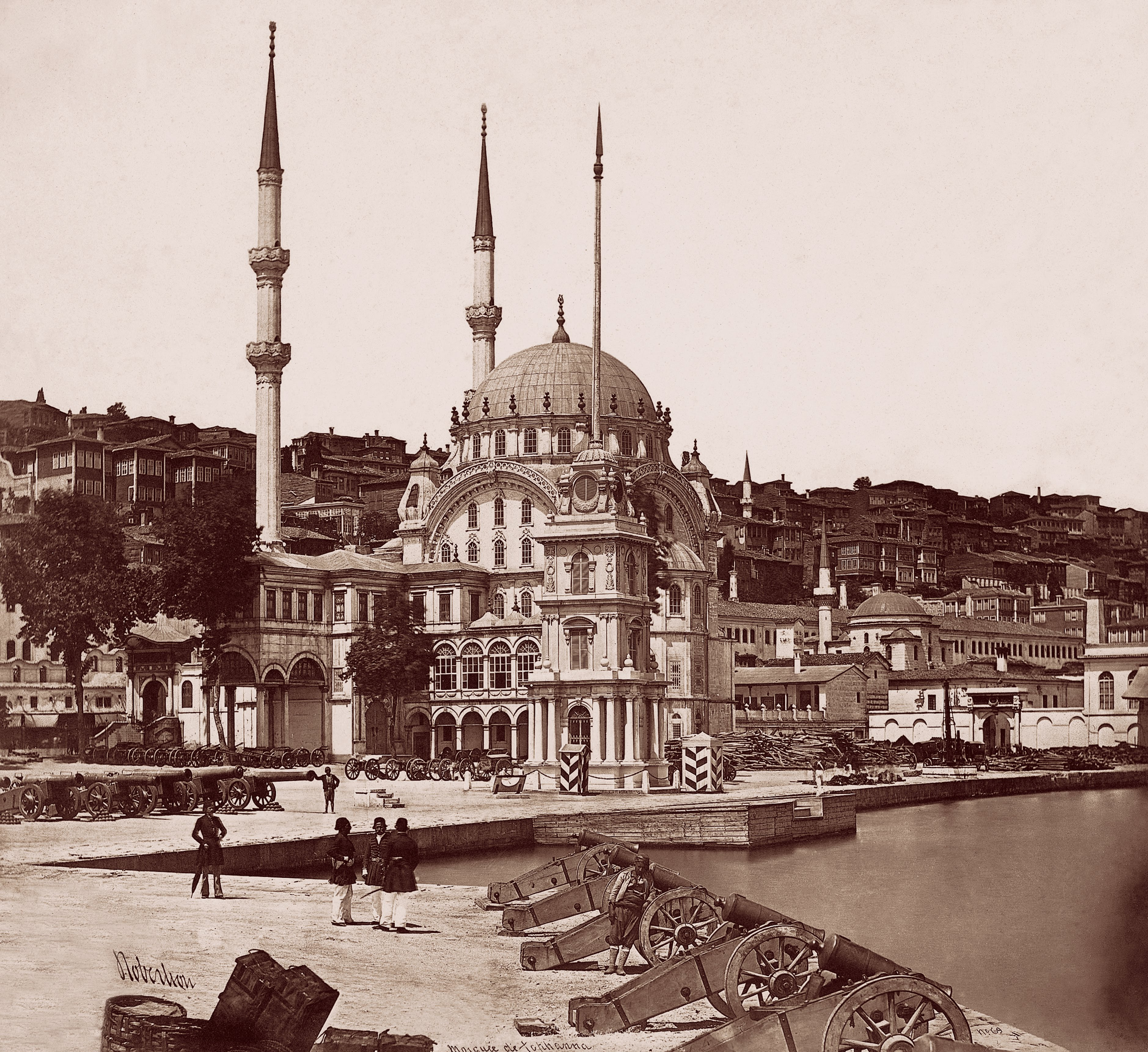
Moschea Nusretiye a Tophane, Istanbul (1822–1826)

La Moschea Nusretiye, la moschea imperiale di Mahmud II, fu costruita tra il 1822 e il 1826 a Tophane. La moschea è la prima grande opera imperiale di Krikor Balyan. A volte viene descritta come appartenente allo stile Impero, ma è considerata da Godfrey Goodwin e Doğan Kuban come una delle ultime moschee barocche, mentre Ünver Rüstem descrive lo stile come un allontanamento dal barocco e un avvicinamento a un'interpretazione ottomana del architettura neoclassica. Goodwin la descrive anche come l'ultima di una serie di moschee imperiali che iniziarono con la Nuruosmaniye.

## Periodo Impero (1808-1876)

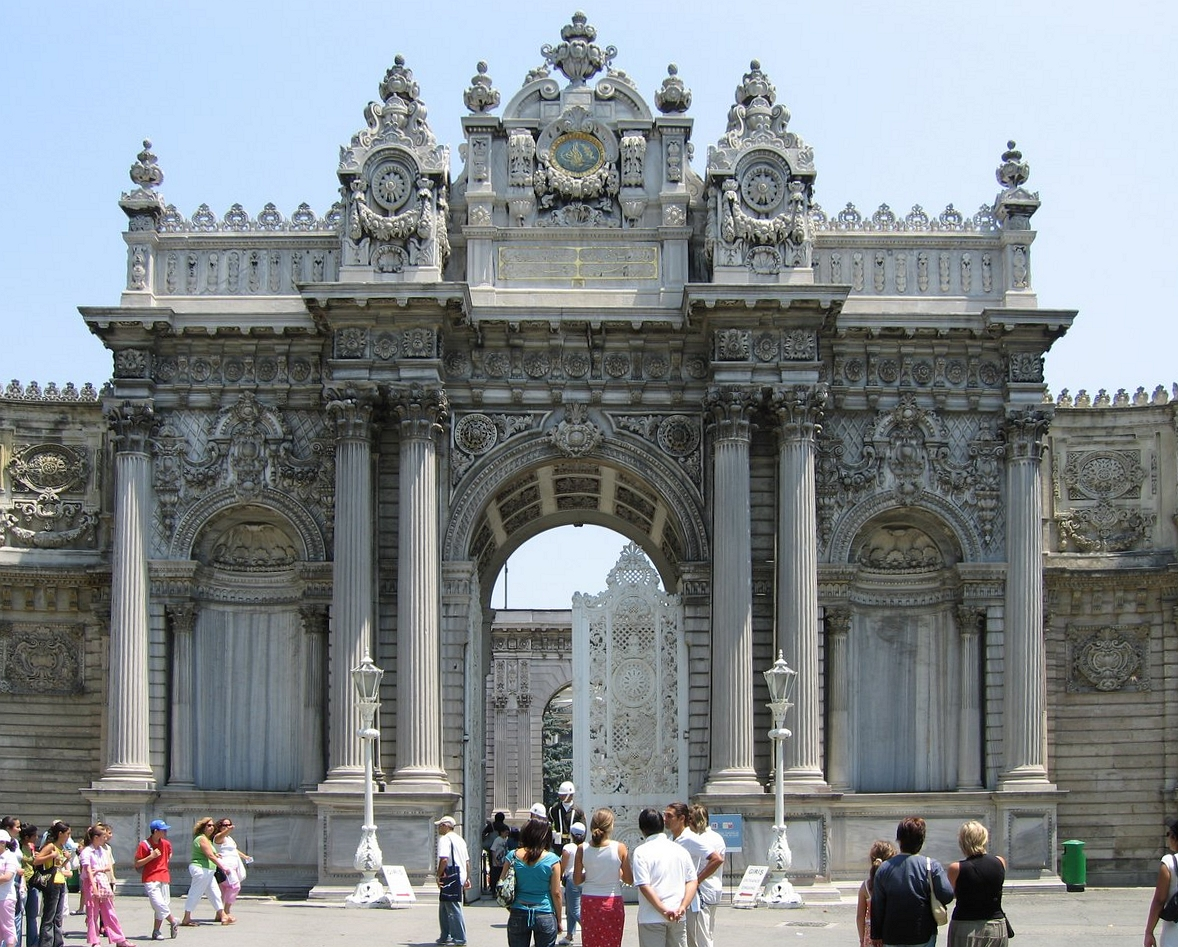
Portale d'Ingresso del complesso reale del Palazzo di Dolmabahçe a Istanbul eseguito nel "Tardo periodo"

Moschea Nusretiye, Moschea Ortaköy, Tomba Sultan Mahmut, Galata Lodge dei Mawlawiyya, Palazzo di Dolmabahçe, Palazzo di Çırağan, Palazzo di Beylerbeyi, Caserma di Kuleli sono esempi importanti di questo stile sviluppatosi parallelamente all'occidentalizzazione. Gli architetti della famiglia Balyan e i fratelli Fossati furono fra i maggiori del periodo.

## Tardo periodo (1876-1922)
Verso la fine del XIX e l'inizio del XX secolo, Istanbul divenne uno dei principali centri dell'Art Nouveau, con architetti come Alexandre Vallaury e Raimondo D'Aronco che progettarono un certo numero di eminenti edifici in questo stile. Agli inizi del XX secolo, architetti turchi come Mimar Kemaleddin Bey e Mimar Vedat Bey (Vedat Tek), furono pionieri dello stile architettonico "neoclassico turco", utilizzando elementi provenienti da edifici dei secoli passati. Fra i più importanti esempi di questo stile, Büyük Postane (Grande ufficio postale) e il Dördüncü Vakıf Hanı, edificio ad uffici nel quartiere di Sirkeci.
Nel tardo Impero Ottomano, Löle Gizo Mimarbaşı contribuì con diverse importanti architetture quali Mardin Cercıs Murat Konağı e minareto Şehidiye. La moschea Pertevniyal Valide Sultan, Sheikh Zafir, scuola di medicina di Haydarpasha, Duyun-u Umumiye, Laleli Harikzedegan sono importanti strutture di questo periodo in cui fu dominante lo stile eclettico e l'Art Nouveau.

## Galleria d'immagini

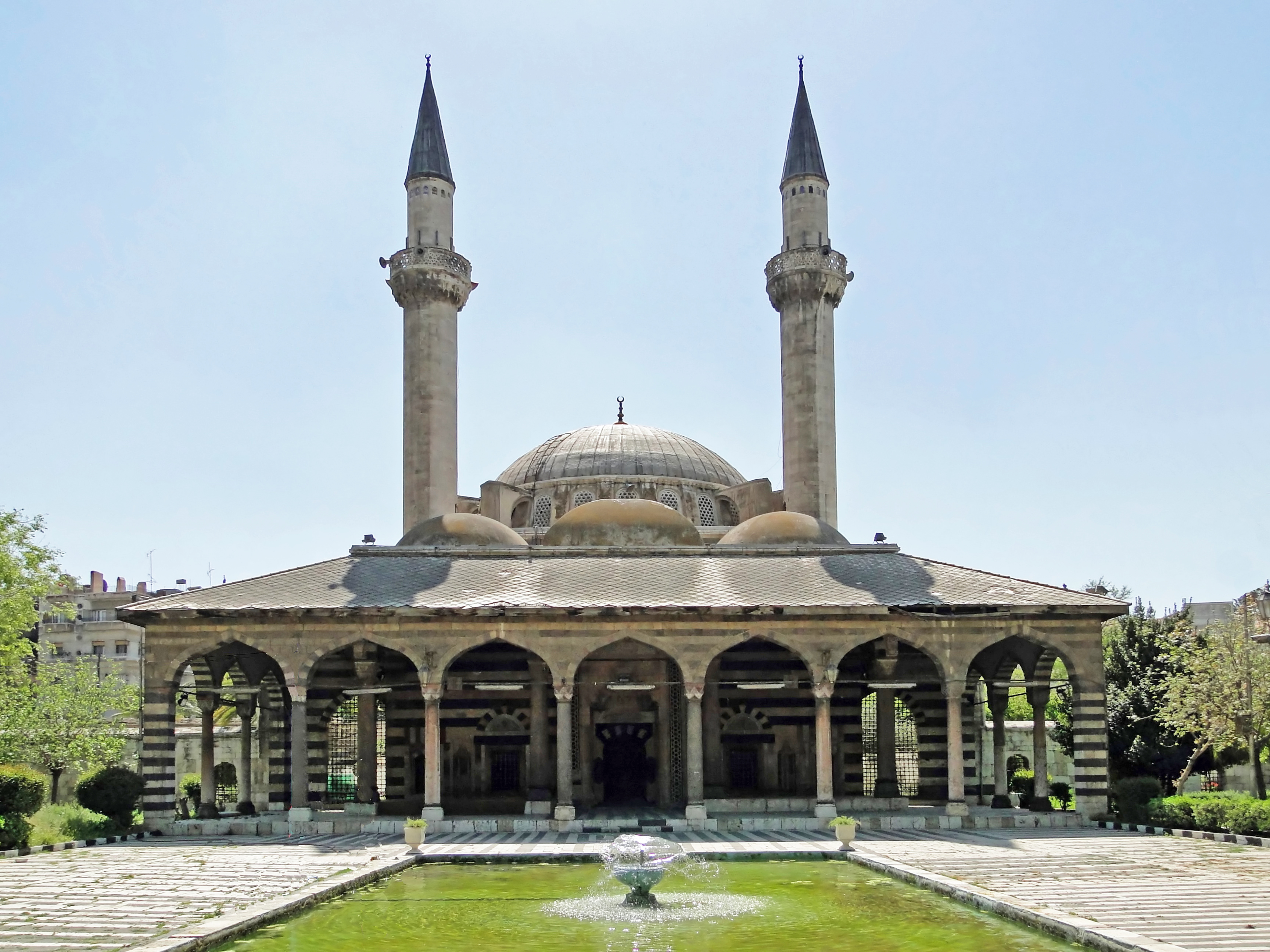
Moschea Tekkiye, costruita su ordine di Solimano il Magnifico in Siria
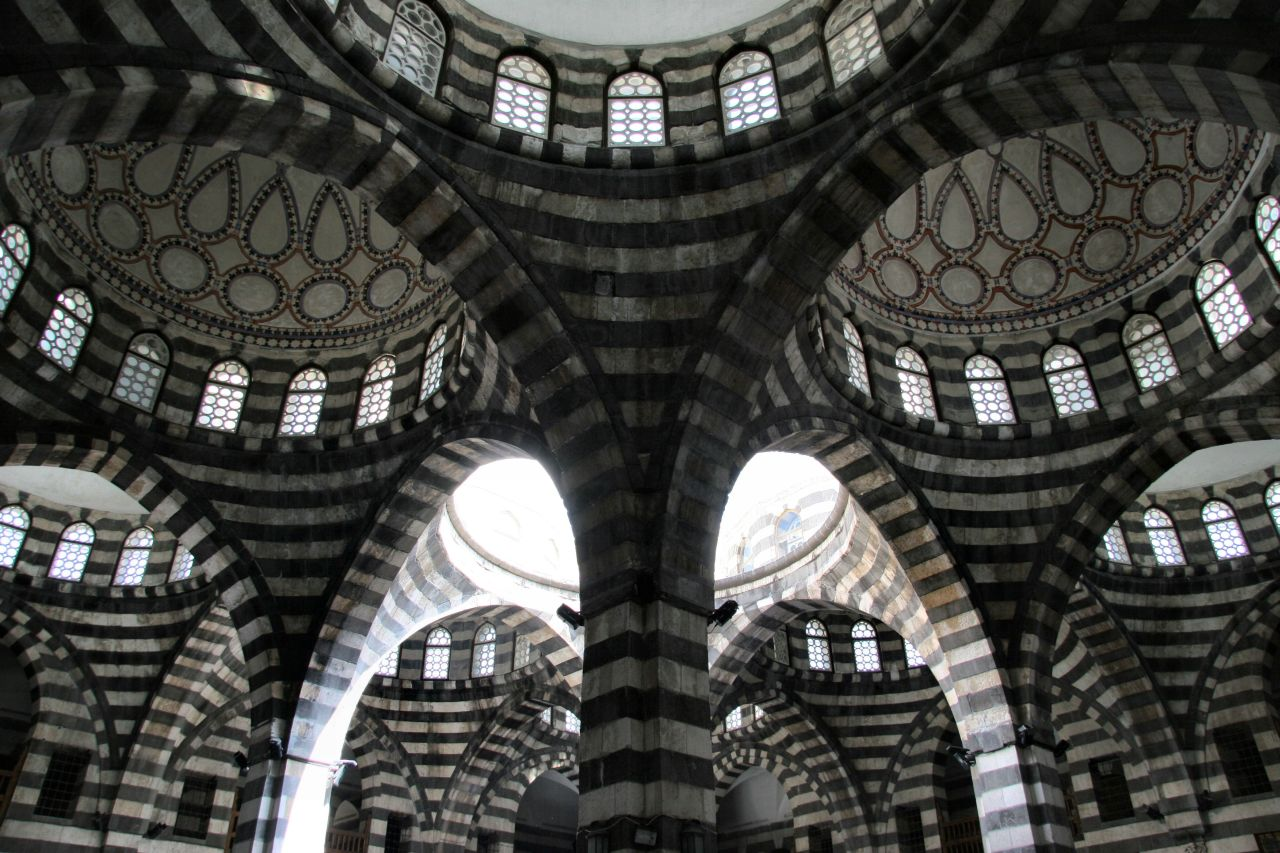
Interno della Khan As'ad Pasha in Siria
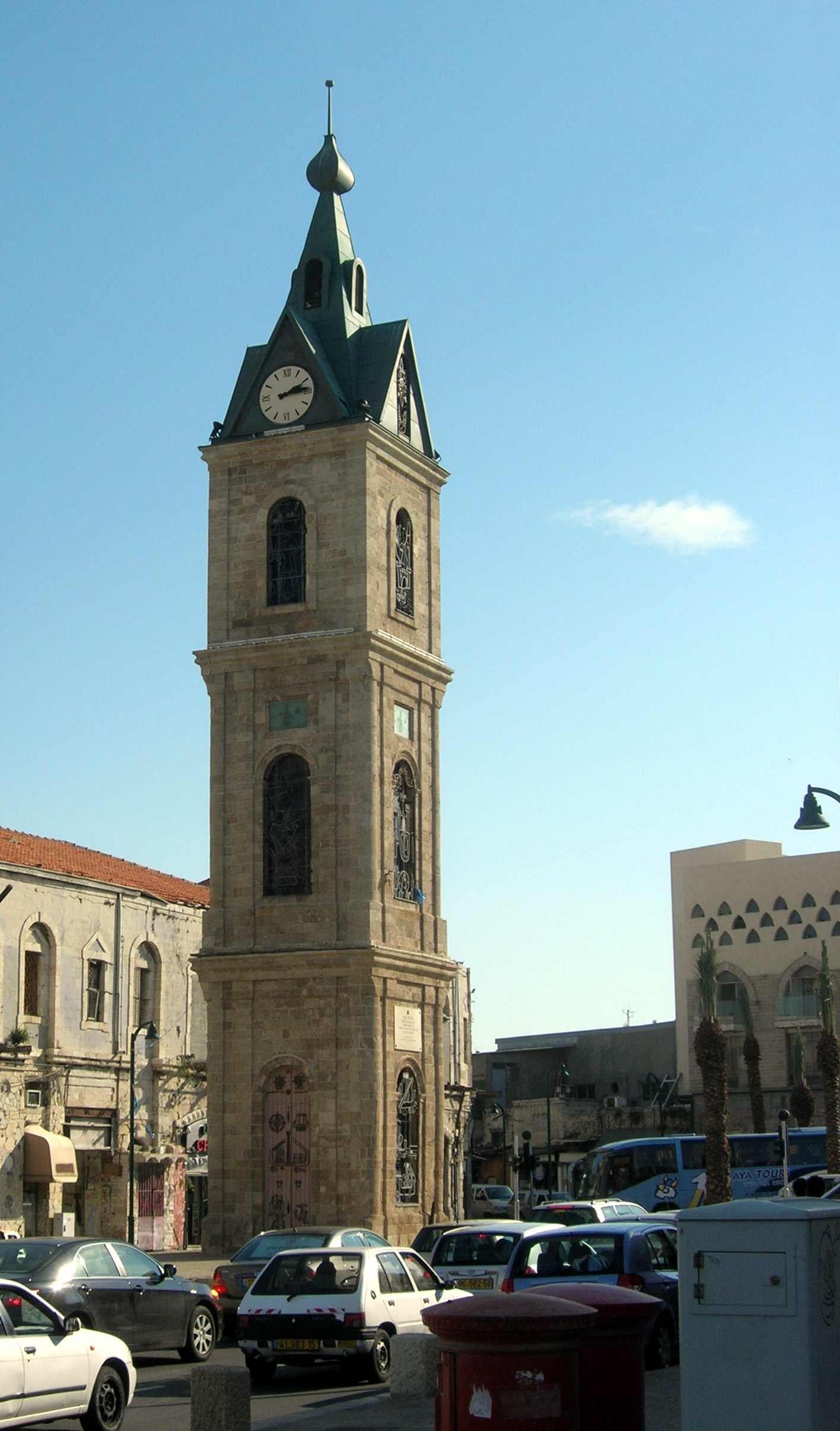
La torre dell'orologio di Jaffa costruita per commemorare il 25° del regno del sultano Abdul Hamid II in Israele.
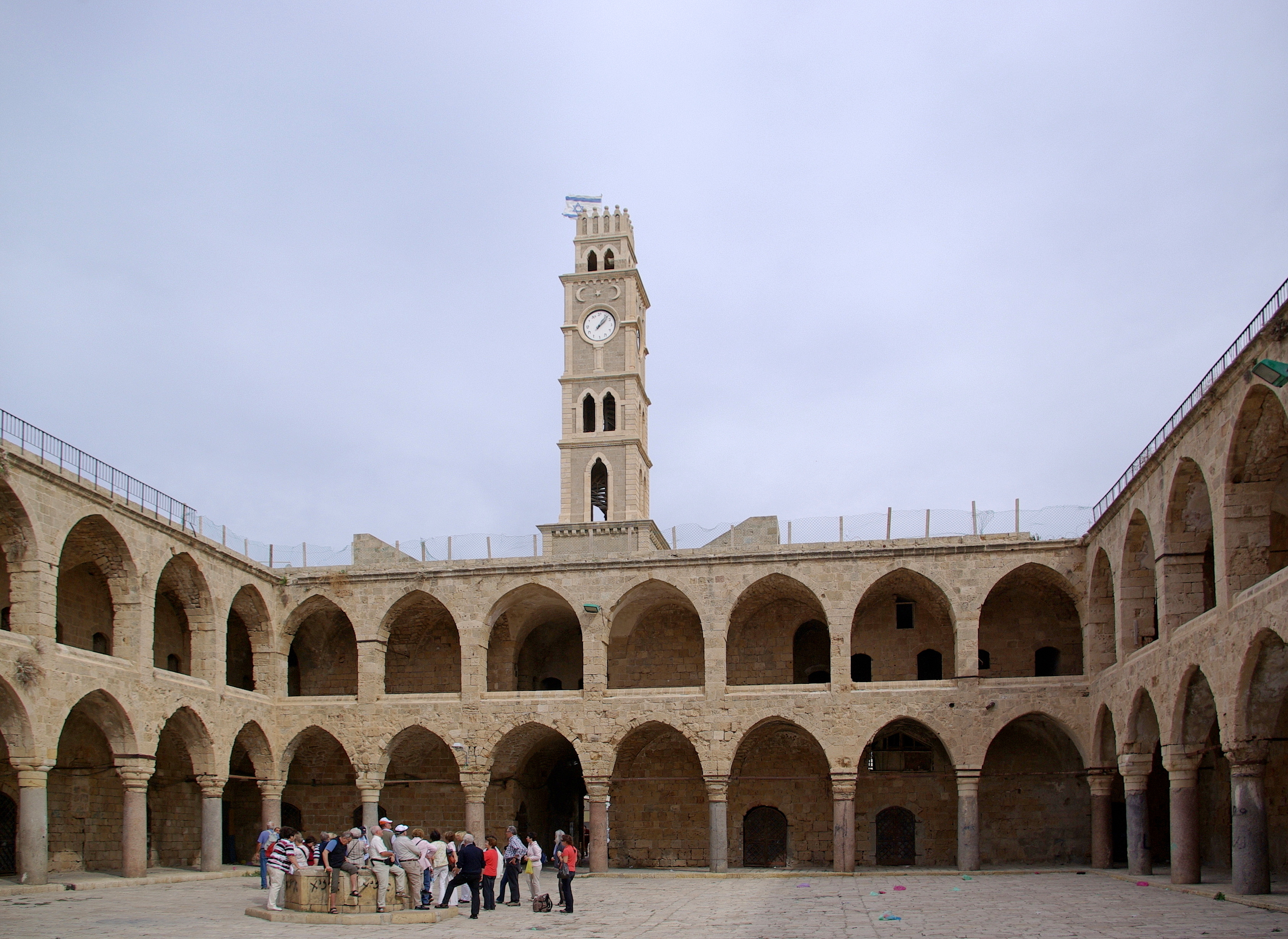
Il Khan al-Umdan il più grande e meglio conservato caravanserraglio in Israele.
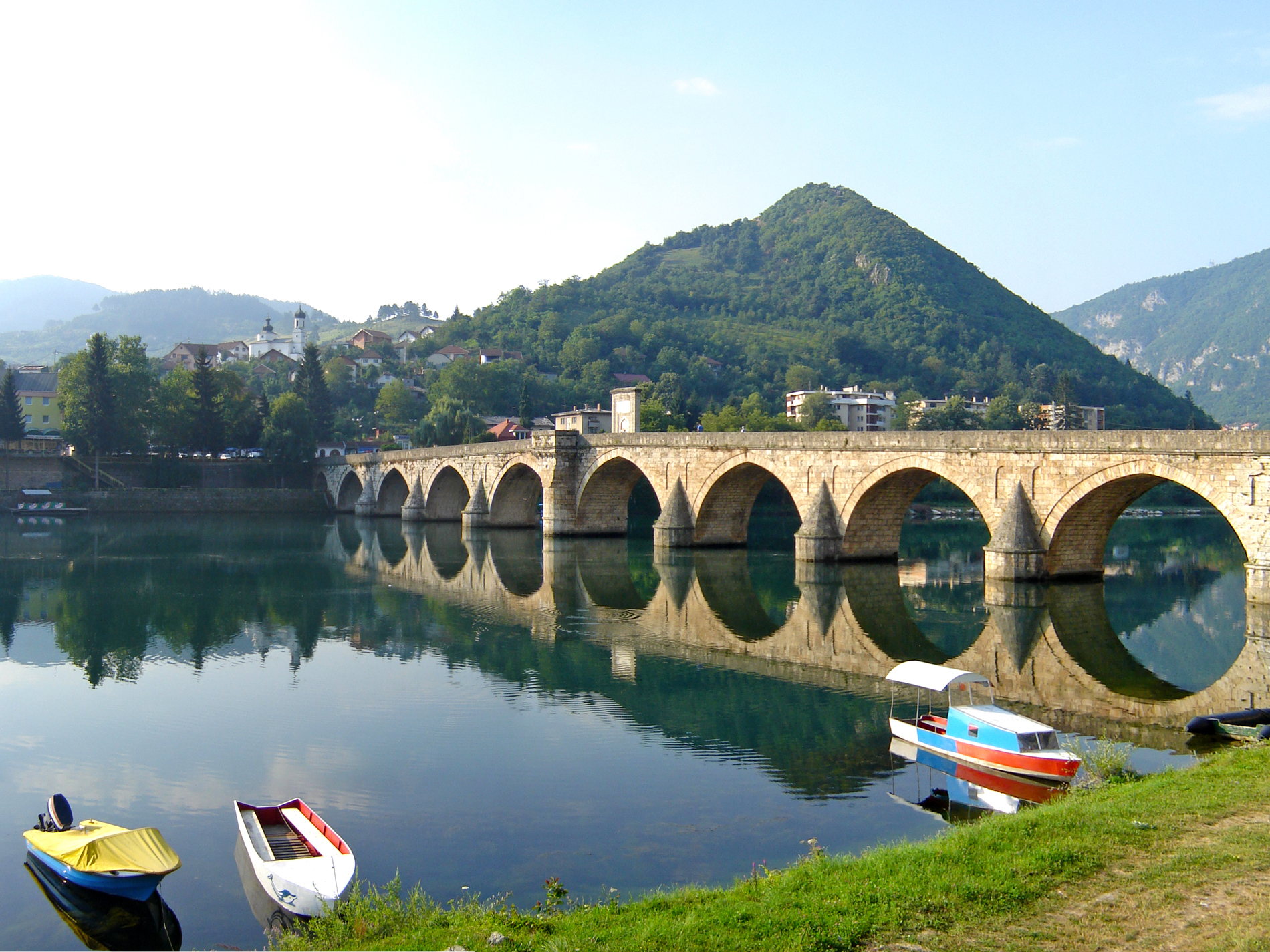
Ponte di Mehmed Paša Sokolović in Bosnia ed Erzegovina
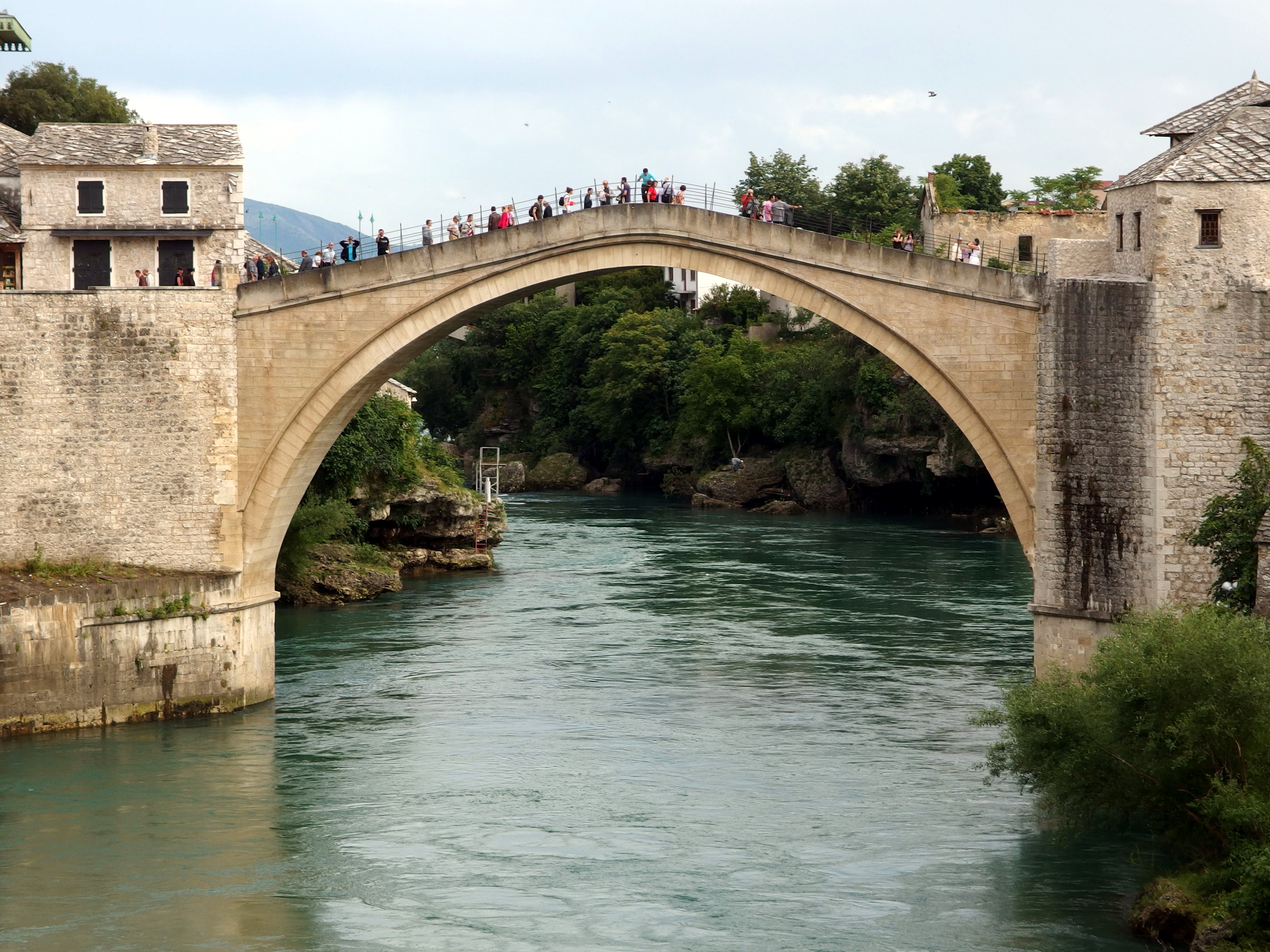
Stari Most in Bosnia-Herzegovina
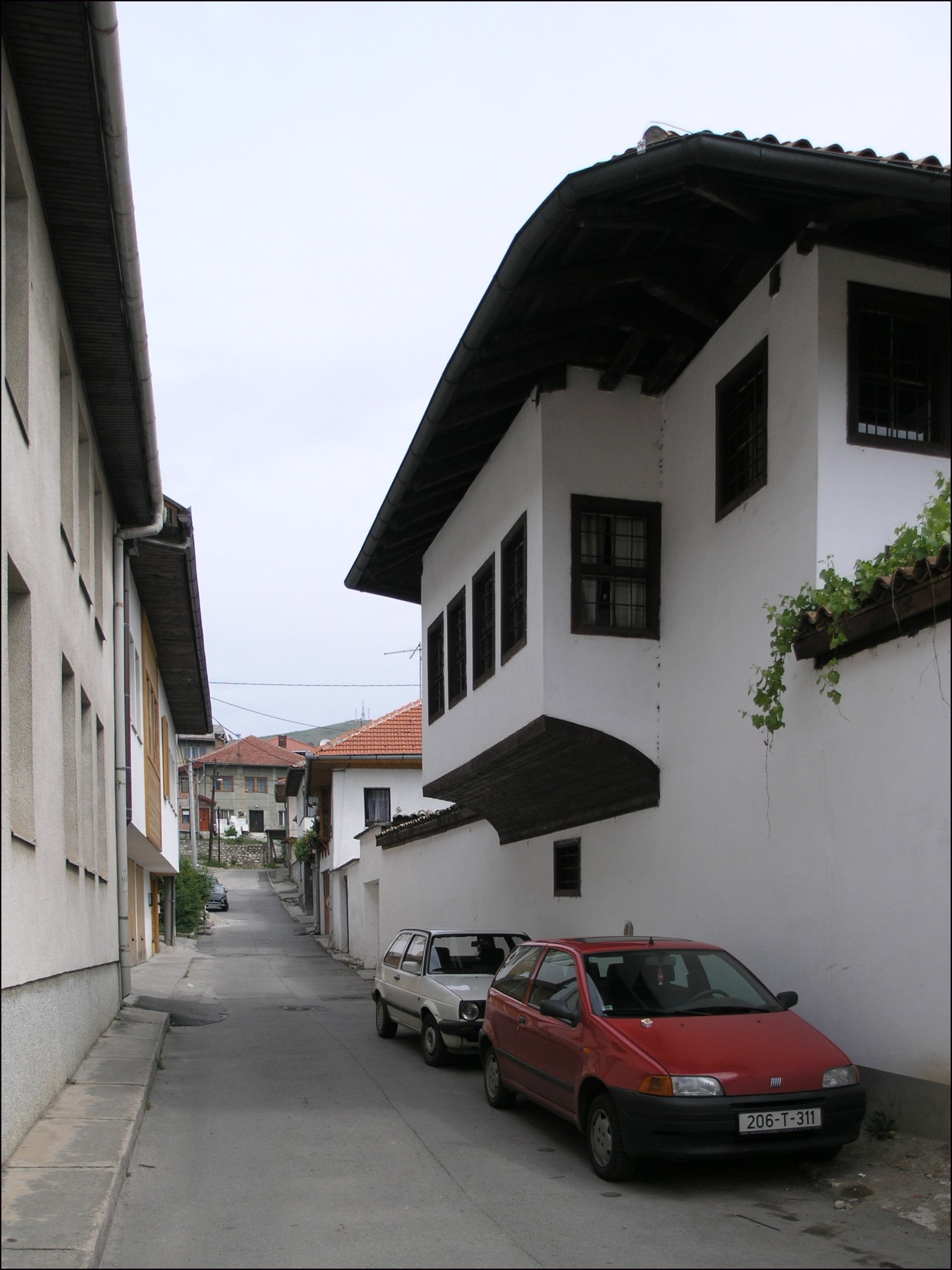
Casa Svrzo in Bosnia-Herzegovina
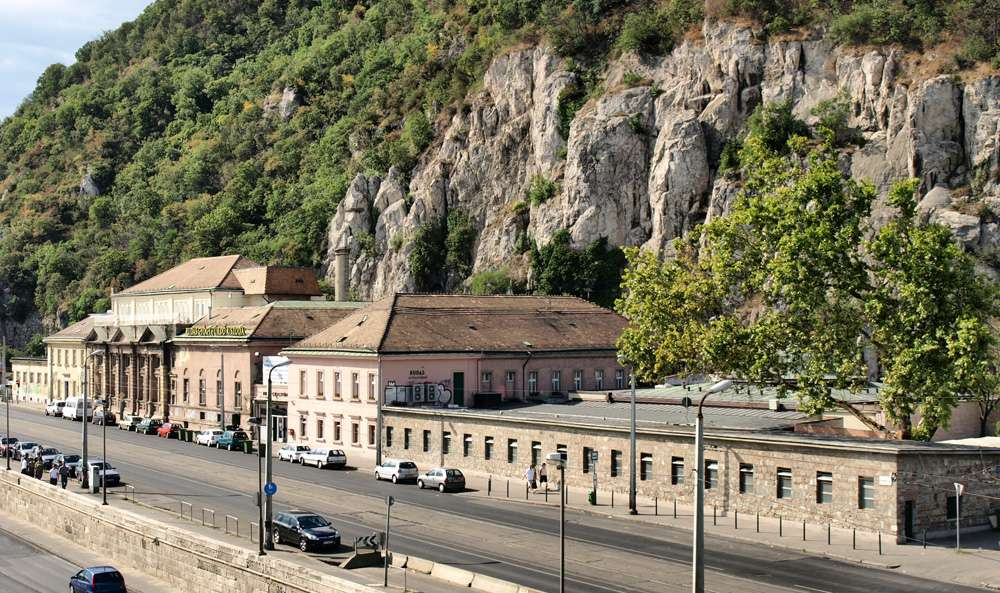
I Bagni Rudas, un bagno turco in Ungheria
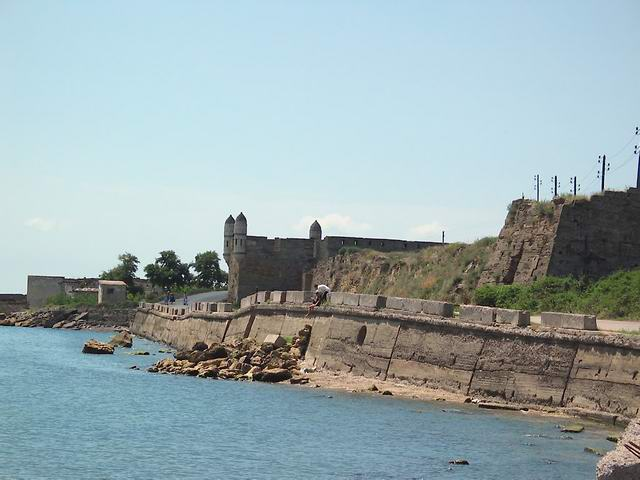
La Yenikale in Ucraina
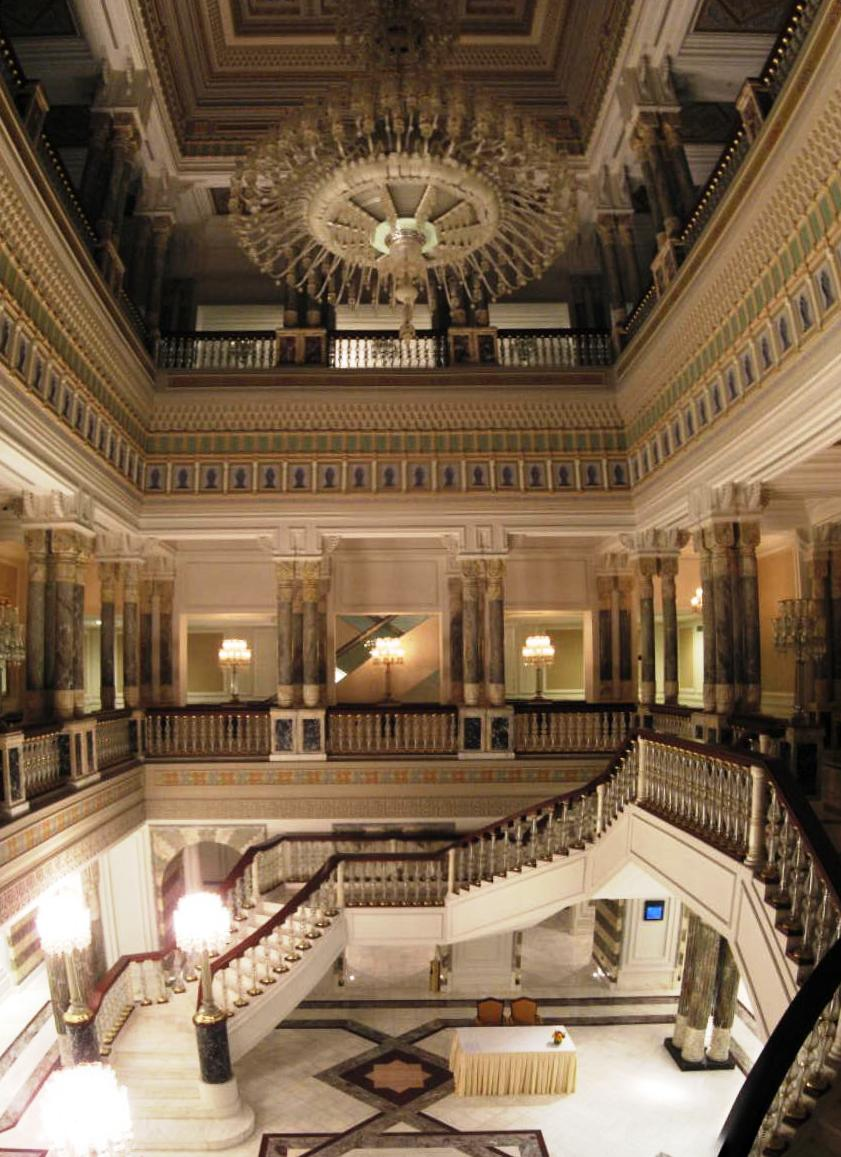
Palazzo di Çırağan a Istanbul
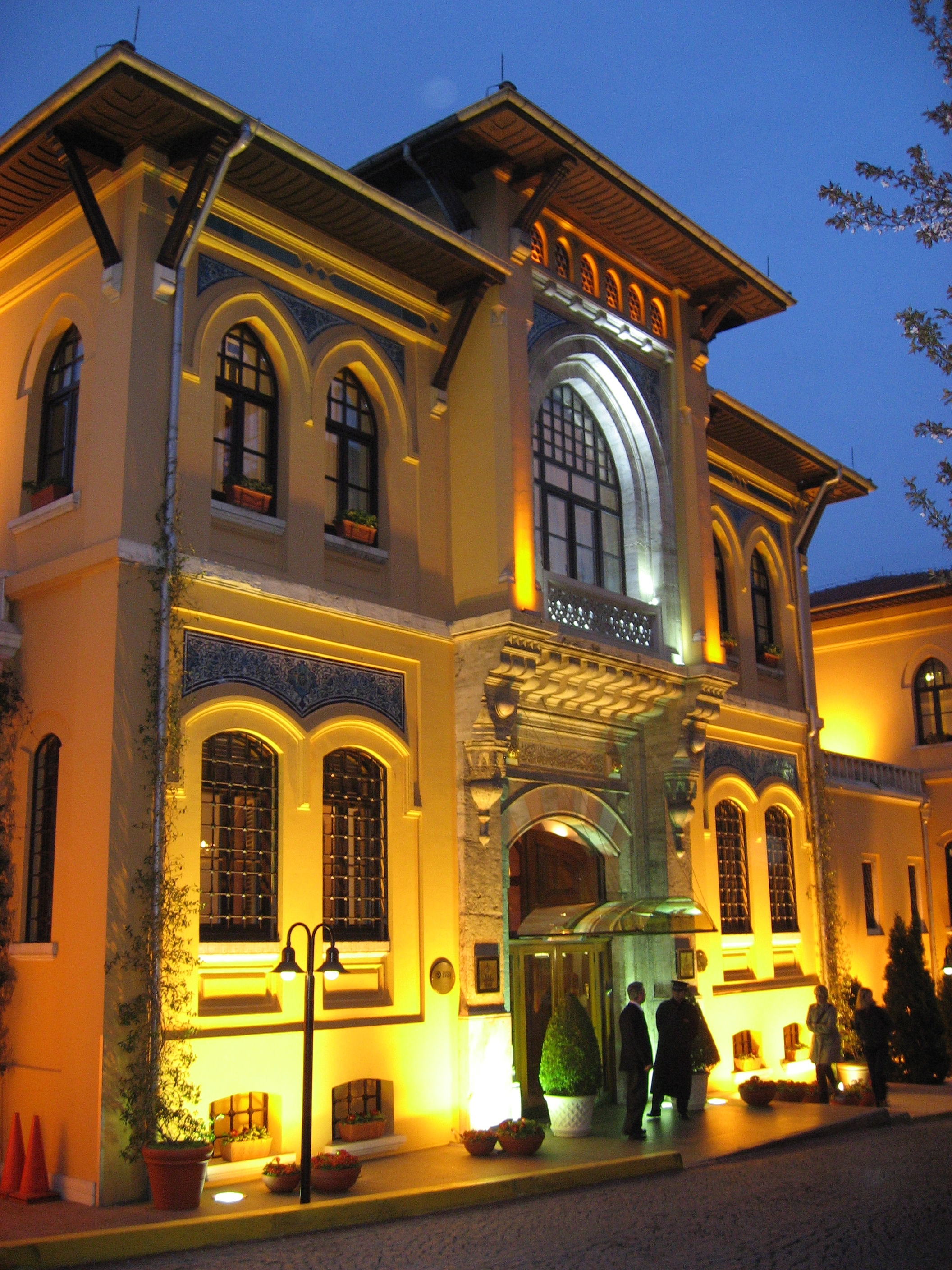
La prigione Sultanahmet a Istanbul
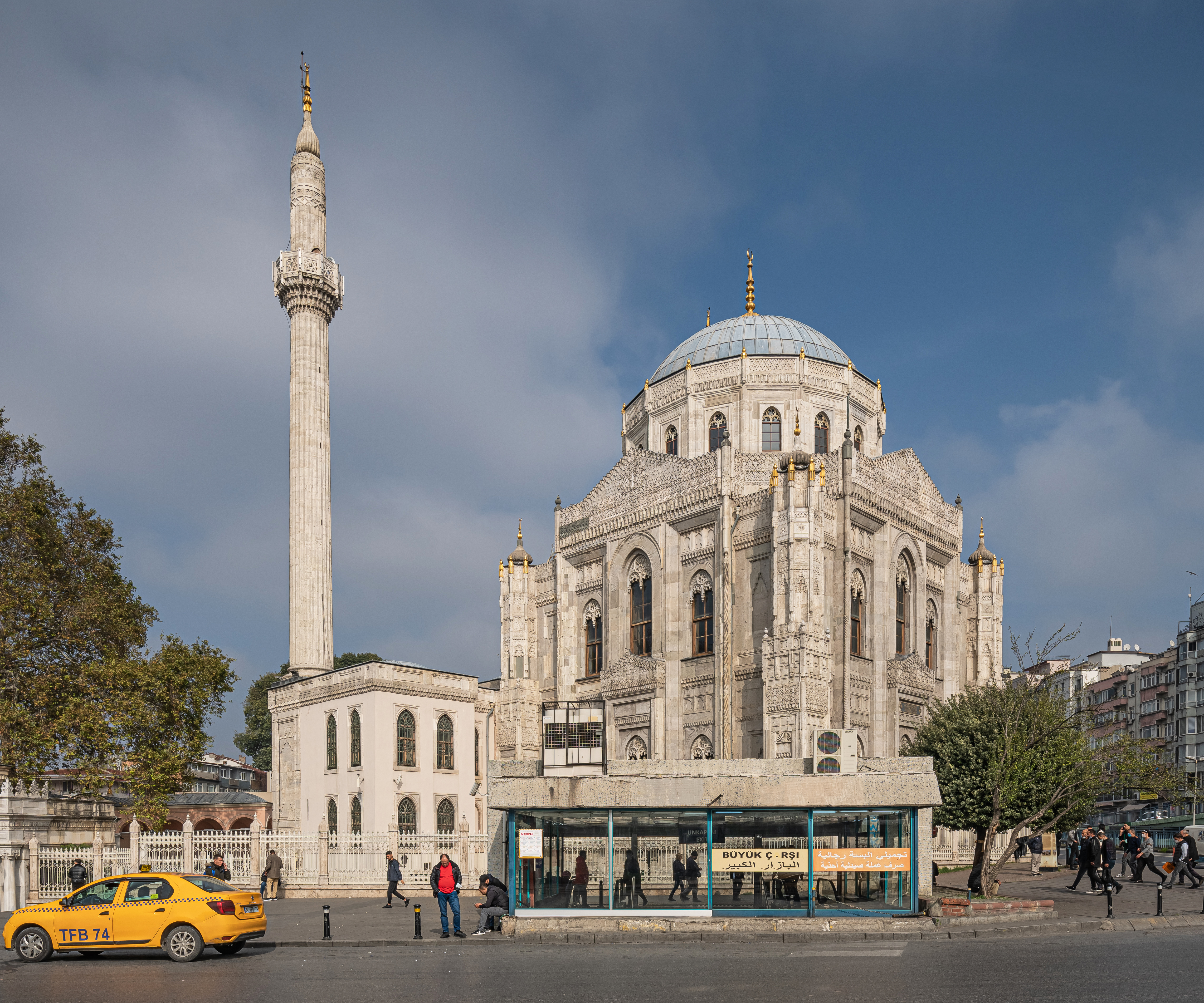
Moschea Pertevniyal Valide Sultan a Istanbul
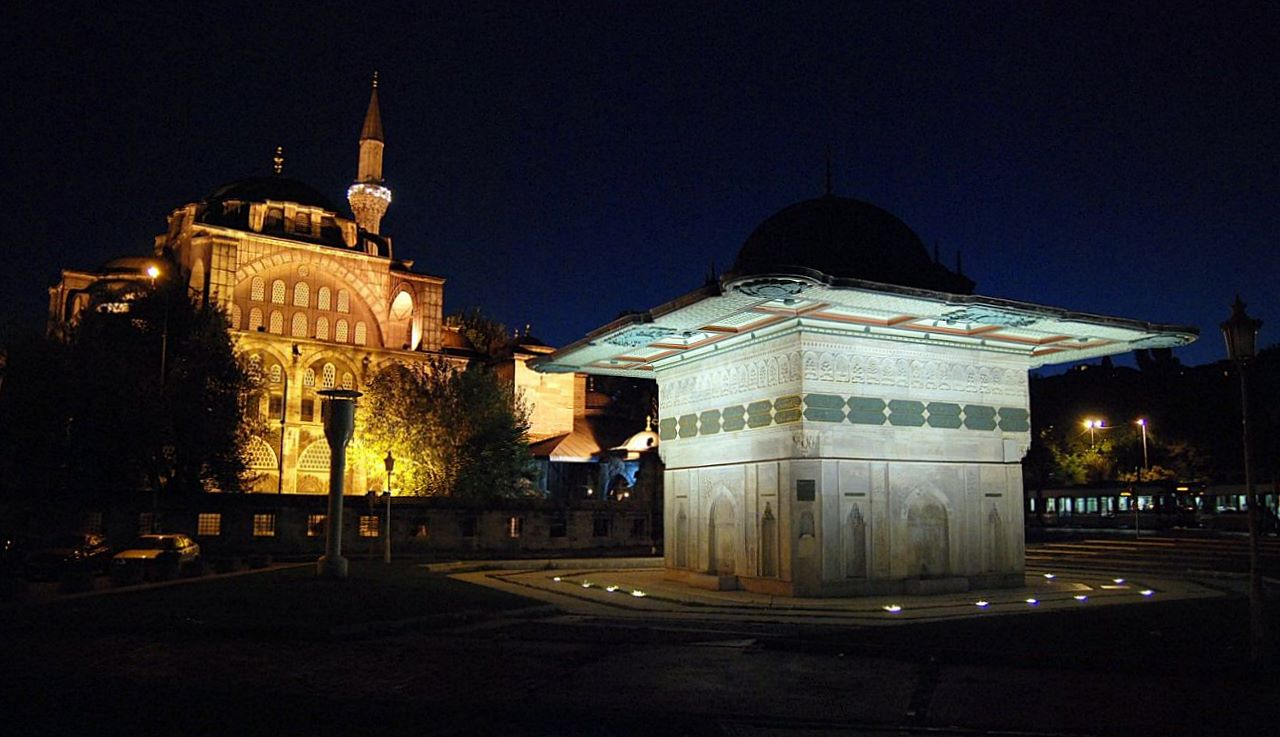
Complesso Kılıç Ali Pasha a Istanbul
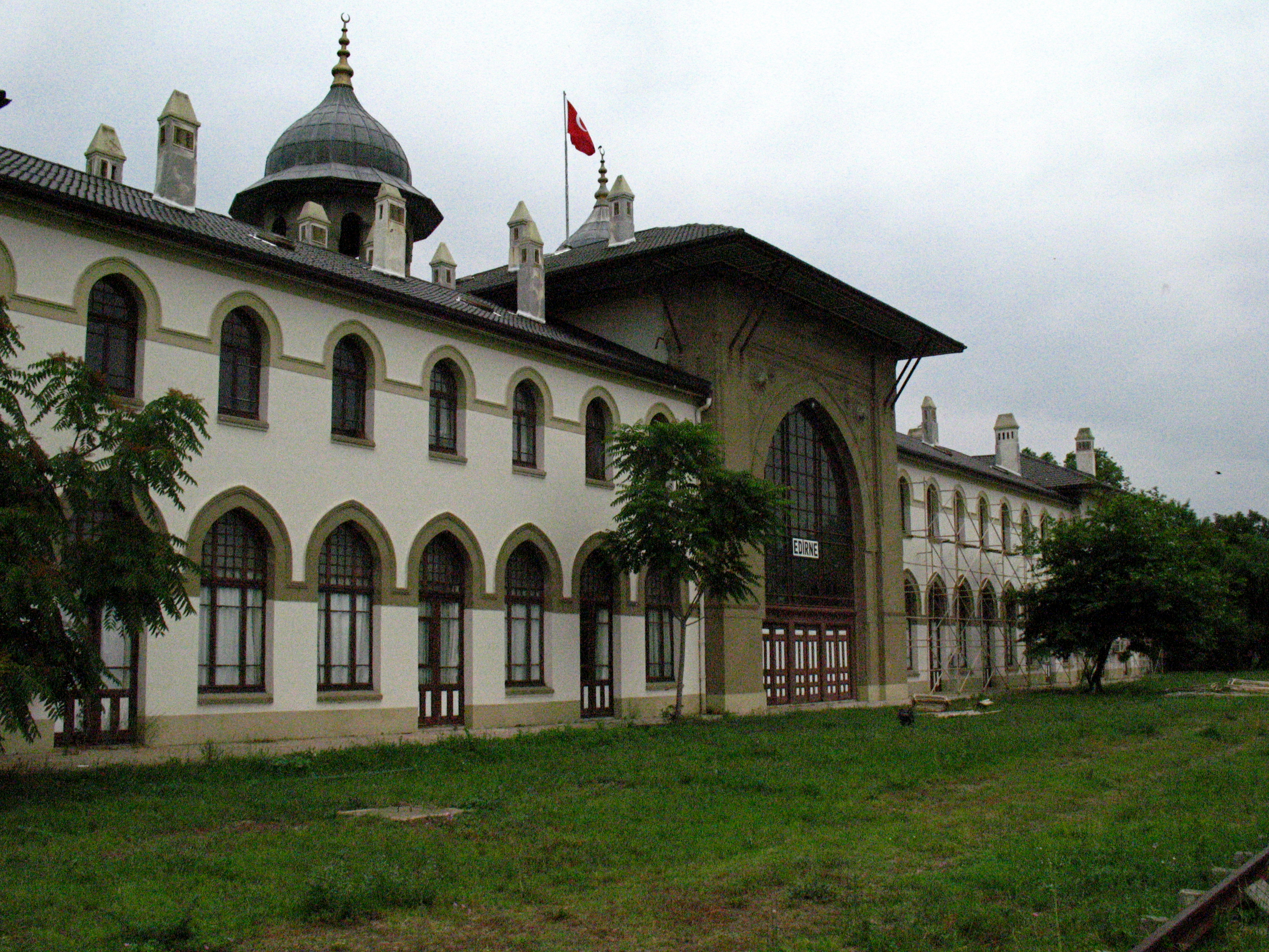
Stazione ferroviaria Karaağaç ad Edirne
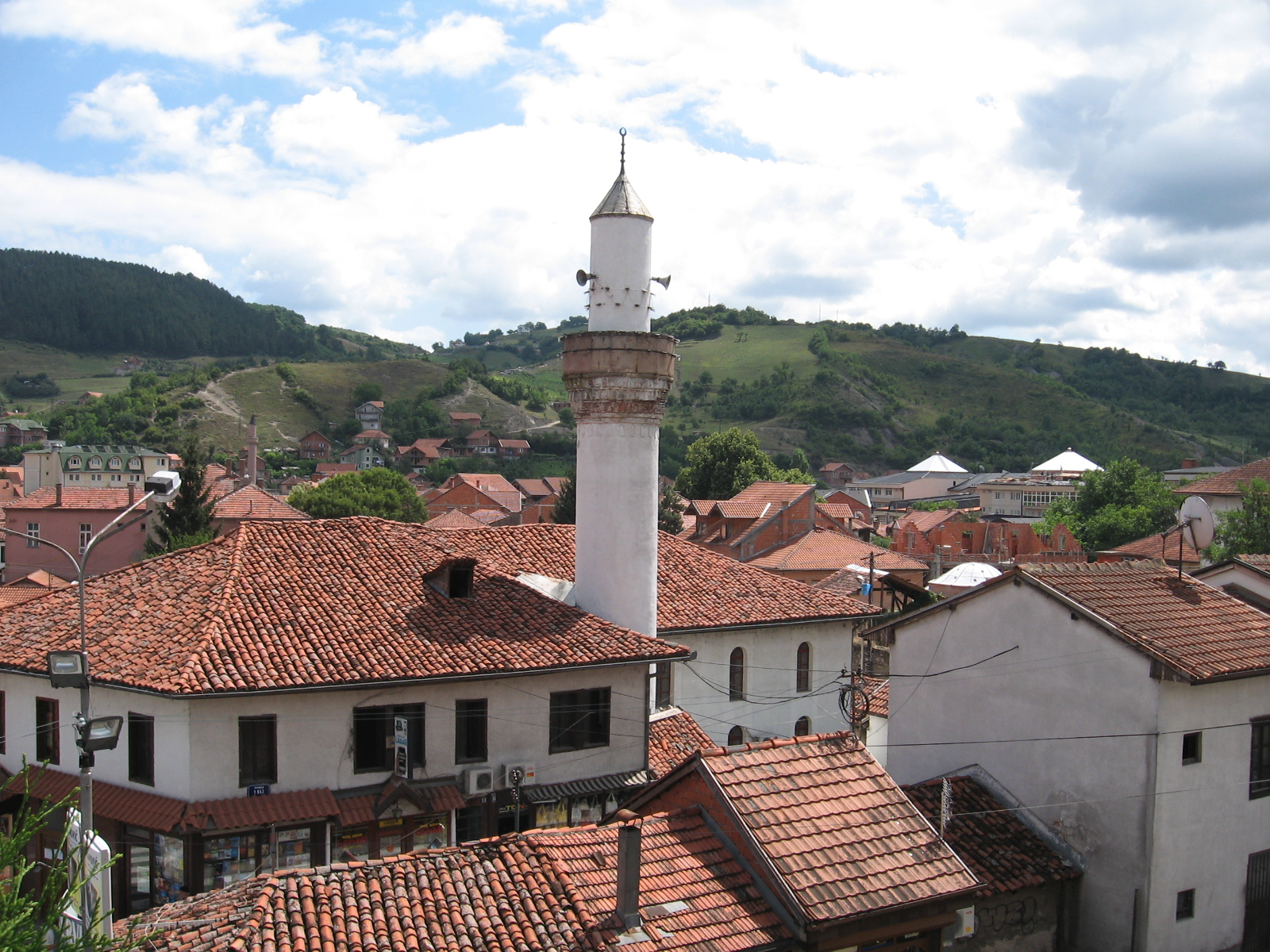
Architettura ottomana a Novi Pazar
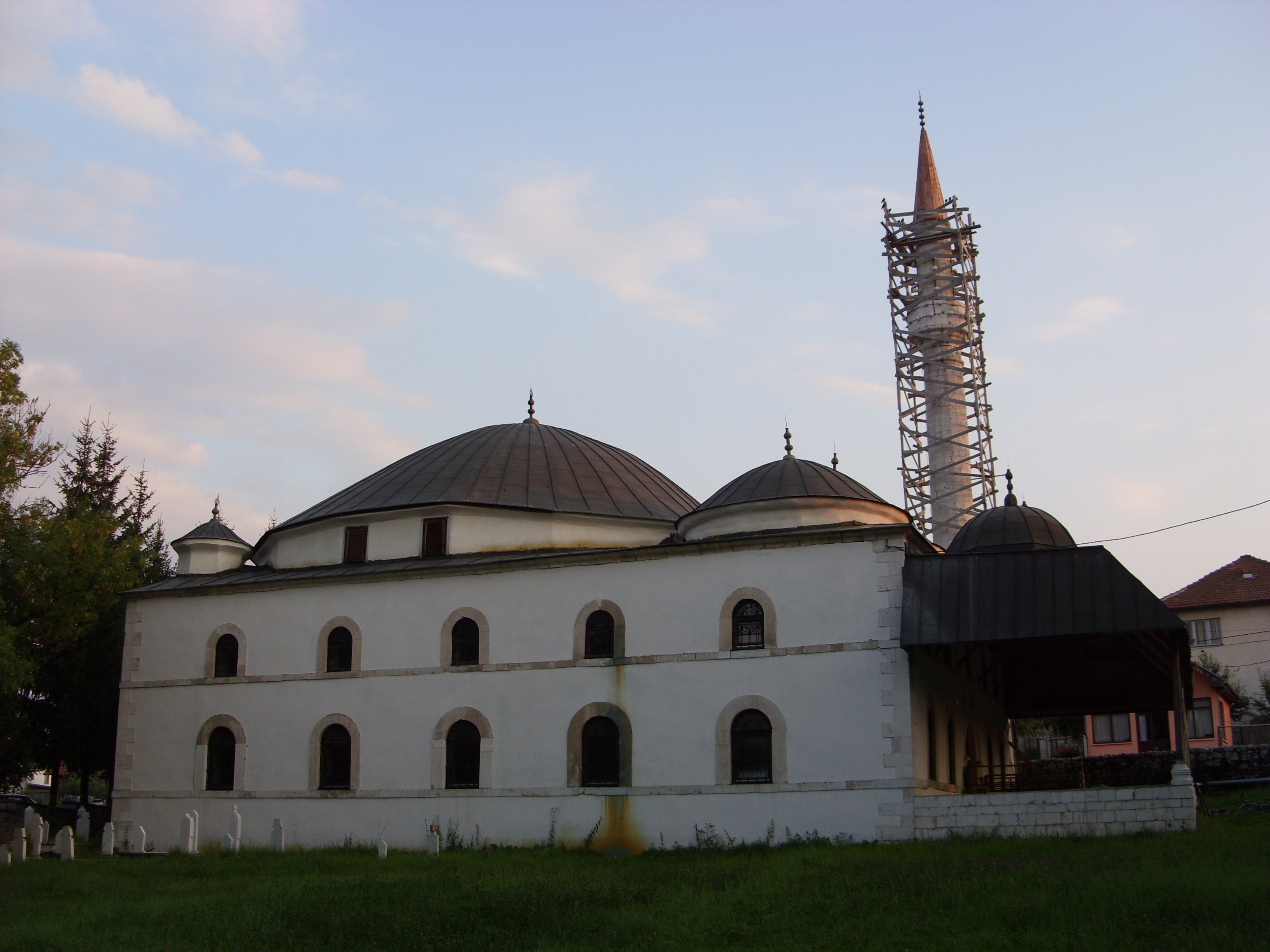
Moschea di Sjenica
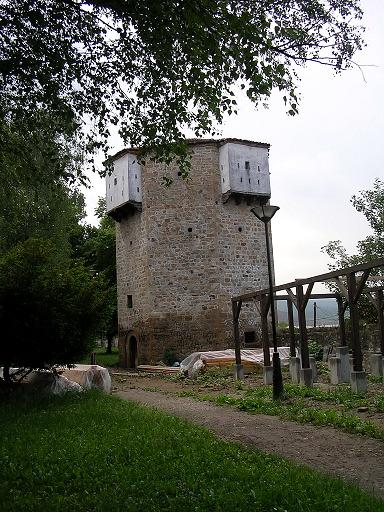
Rovine di fortezza ottomana
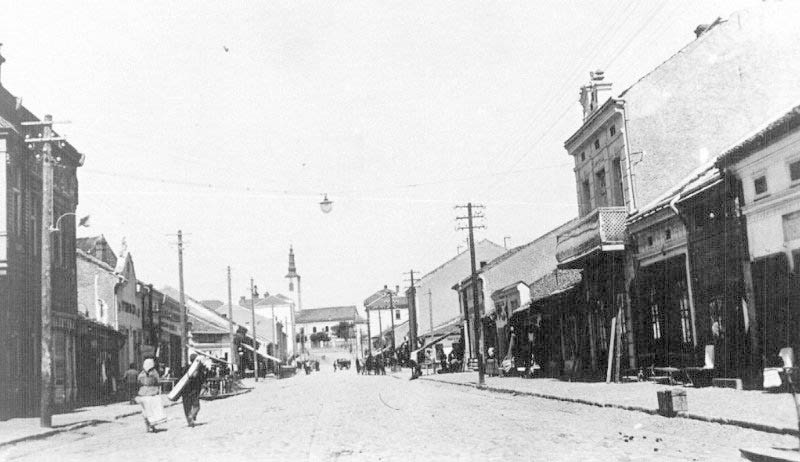
Aleksinac, durante la dominazione turca
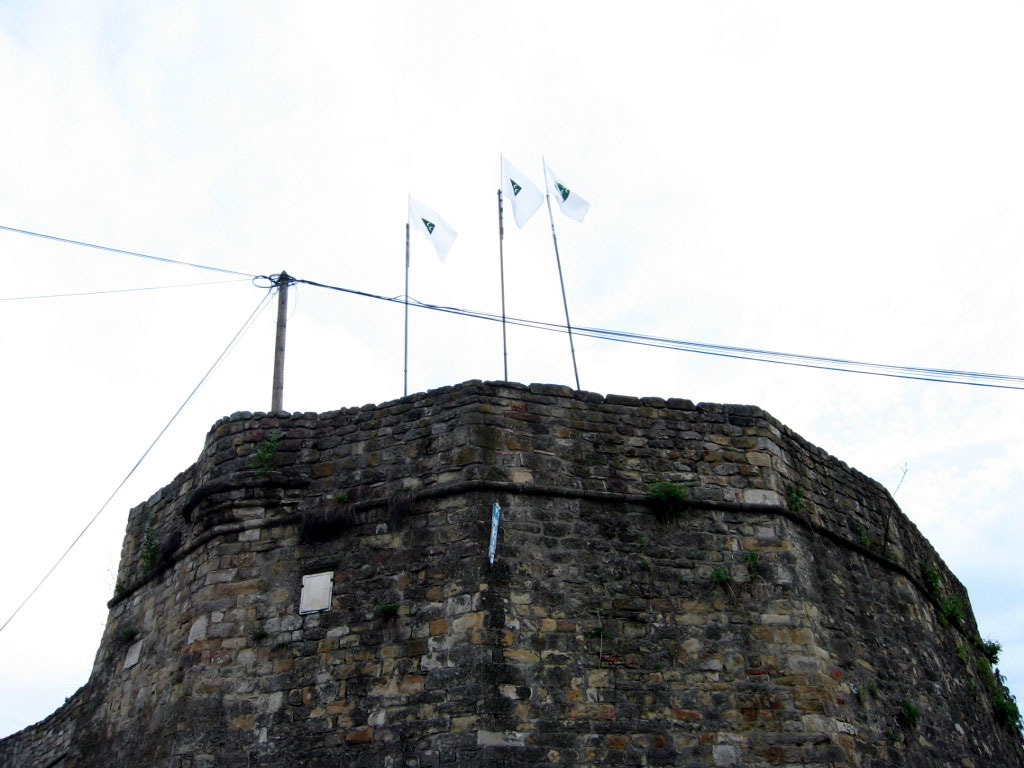
Mura costruite nel periodo Ottomano a Novi Pazar
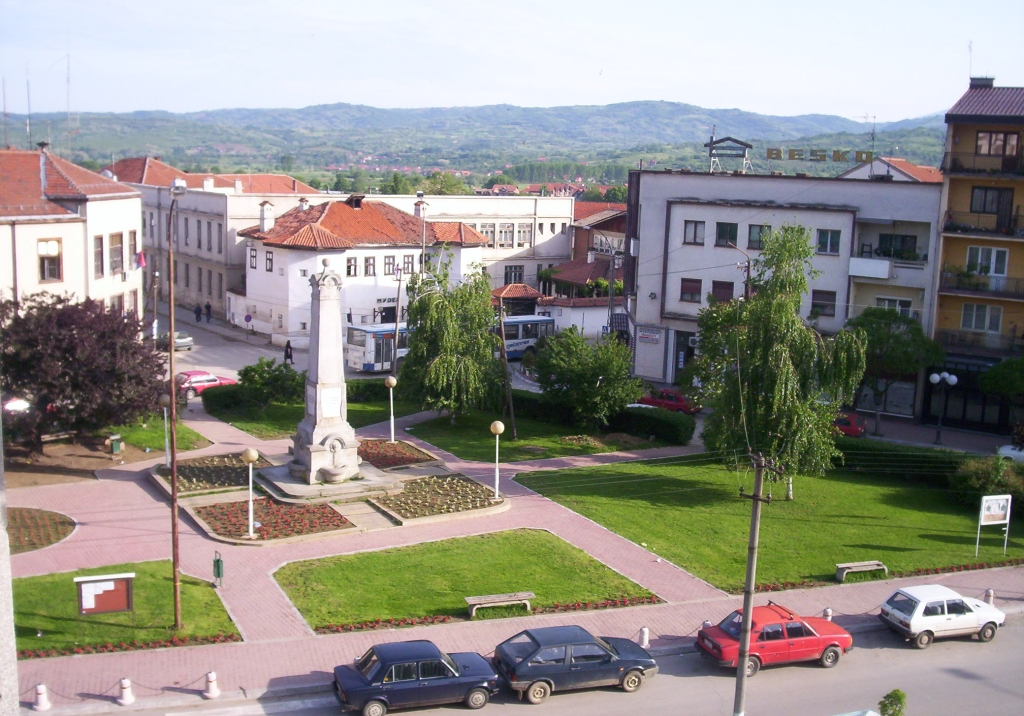
Vlasotince (centro della città, edificio turco, fortificazione ottomana, museo)
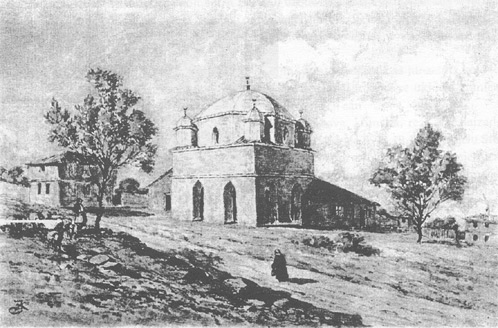
Moschea Turbe a Belgrado (non più esistente).
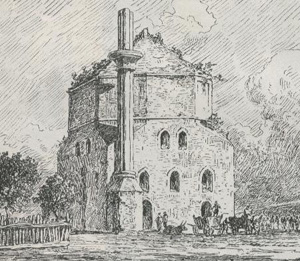
Moschea Batal a Belgrado (non più esistente).
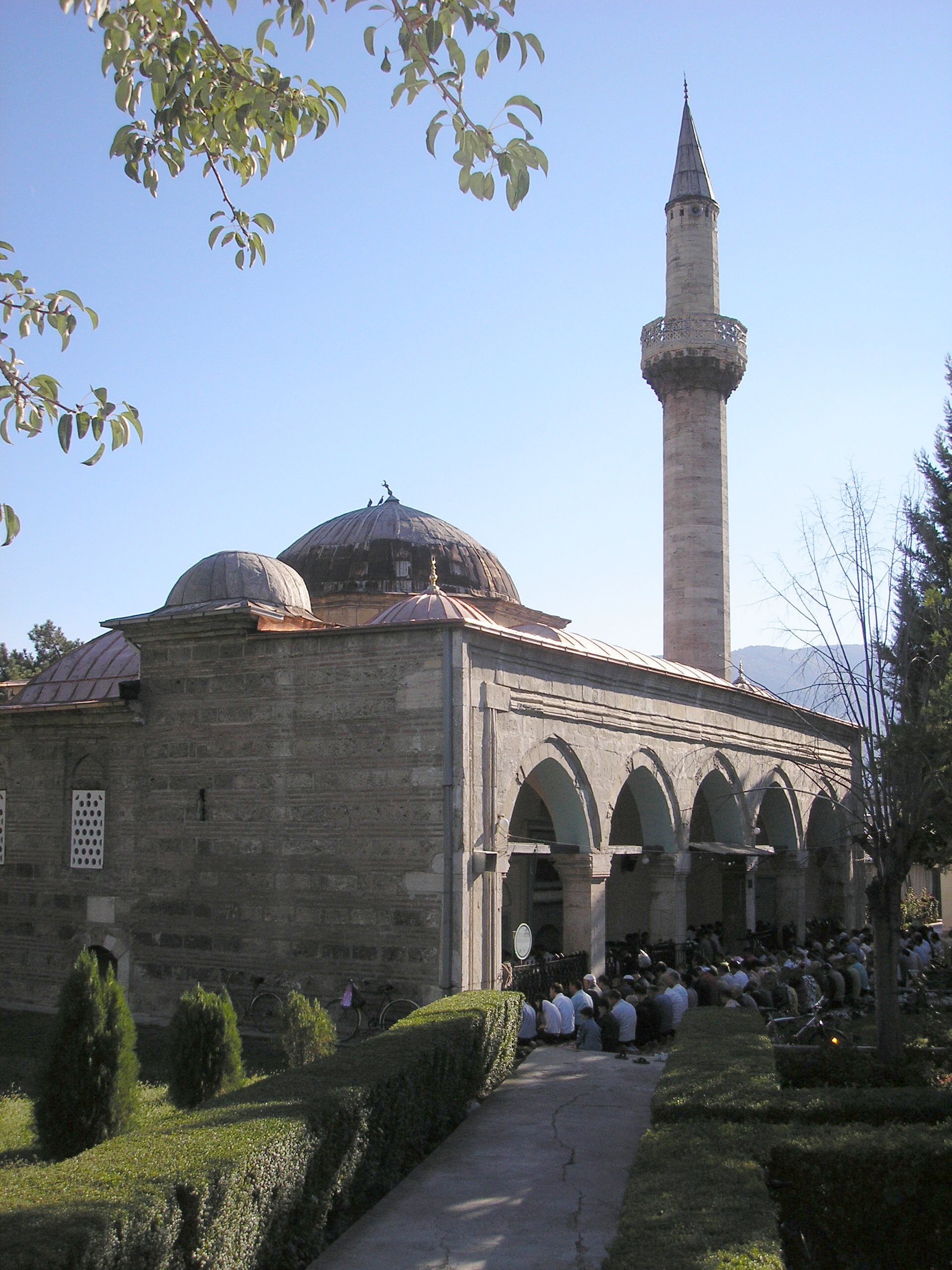
Moschea Isa Bey, nel vecchio bazar di Skopje